# Bahnstrecke Duisburg–Quakenbrück
| Abschnitt Bottrop – Quakenbrück (VzG 2273) | |                                                 |                                                 |
| Streckennummer (DB): | 2320 (Duisburg – Oberhausen) 2280 (Oberhausen – Osterfeld) 2262 (Osterfeld – Bottrop) 2273 (Bottrop – Quakenbrück) |                                                 |                                                 |
| Kursbuchstrecke (DB): | 423 (Essen – Coesfeld) |                                                 |                                                 |
| Kursbuchstrecke: | 195a (Quakenbrück – Osterfeld Nord 1934) 195 (Salzbergen – Rheine 1934) 223e (Quakenbrück – Rheine 1946) 222, 223 (Salzbergen – Rheine 1946) 224a (Rheine – Osterfeld Nord 1946) 224b (Lutum – Coesfeld (Westf) 1946) |                                                 |                                                 |
| Streckenlänge: | 173 km |                                                 |                                                 |
| Spurweite: | 1435 mm (Normalspur) |                                                 |                                                 |
| Streckenklasse: | D4 (Duisburg–Oberhausen und Dorsten–Lutum) |                                                 |                                                 |
| Stromsystem: | 15 kV 16,7 Hz ~ |                                                 |                                                 |
| Streckengeschwindigkeit: | 90 km/h |                                                 |                                                 |
| Zweigleisigkeit: | Sigle – Oberhausen-Osterfeld Abzw |                                                 |                                                 |
| | |                                                 |                                                 |
| \| \| \| Strecke von Oldenburg \| \| \| \| 165,1 \| Quakenbrück \| Quakenbrück \| \| \| \| ehem. Kleinbahn Lingen–Berge–Quakenbrück \| \| \| \| \| Strecke nach Osnabrück \| \| \| \| 162,3 \| Vehs \| Vehs \| \| \| 157,0 \| Nortrup \| Nortrup \| \| \| 147,8 \| Bippen \| Bippen \| \| \| 138,6 \| Fürstenau \| Fürstenau \| \| \| 134,1 \| Settrup \| Settrup \| \| \| 129,3 \| Freren \| Freren \| \| \| 123,1 \| Beesten \| Beesten \| \| \| 115,4 \| Spelle \| Spelle \| \| \| 113,4 \| zum Hafen Spelle-Venhaus (seit 2015) \| zum Hafen Spelle-Venhaus (seit 2015) \| \| \| \| Emslandstrecke von Emden \| \| \| \| \| Strecke von Almelo (NL) \| \| \| \| (7,8) \| Salzbergen \| Salzbergen \| \| \| 113,0 \| Landesgrenze Niedersachsen / NRW \| Landesgrenze Niedersachsen / NRW \| \| \| \| Dortmund-Ems-Kanal \| \| \| \| 109,6 \| Rheine RVM (Anst) \| Rheine RVM (Anst) \| \| \| 109,3 \| Rheine KLV (Awanst) \| Rheine KLV (Awanst) \| \| \| 108,4 \| Altenrheine (alt) \| Altenrheine (alt) \| \| \| 107,8 \| Altenrheine (Anst) \| Altenrheine (Anst) \| \| \| \| Tecklenburger Nordbahn nach Osnabrück \| \| \| \| \| Ems \| \| \| \| \| Überwerfungsbauwerk \| \| \| \| \| (geplante Stichstrecke von Salzbergen) \| \| \| \| \| Strecke von Ochtrup \| \| \| \| (0,0)104,7 \| Rheine \| Rheine \| \| \| \| Strecke nach Osnabrück \| \| \| \| \| Strecke nach Münster \| \| \| \| 99,9 \| Hauenhorst \| Hauenhorst \| \| \| 95,4 \| St. Arnold (ehem. Neuenkirchen Land) \| St. Arnold (ehem. Neuenkirchen Land) \| \| \| 91,1 \| Hollich \| Hollich \| \| \| \| Strecke von Enschede \| \| \| \| \| ehem. Bahnstrecke von Borken \| \| \| \| 86,7 \| Steinfurt-Burgsteinfurt \| Steinfurt-Burgsteinfurt \| \| \| \| Strecke nach Münster \| \| \| \| 83,1 \| Veltrup \| Veltrup \| \| \| 77,2 \| Horstmar (Münster) \| Horstmar (Münster) \| \| \| 71,1 \| Darfeld \| Darfeld \| \| \| \| Baumbergebahn von Münster \| \| \| \| 65,4 \| Lutum (seit 2011 wieder Bf) \| Lutum (seit 2011 wieder Bf) \| \| \| 64,6 \| Lutum Streckenwechsel \| Lutum Streckenwechsel \| \| \| 59,9 \| Coesfeld Schulzentrum \| Coesfeld Schulzentrum \| \| \| \| Strecke von Gronau \| \| \| \| 58,5 \| Coesfeld (Westf) \| Coesfeld (Westf) \| \| \| \| Strecke nach Dortmund \| \| \| \| \| ehem. Baumbergebahn nach Empel-Rees \| \| \| \| 52,1 \| Heubach \| Heubach \| \| \| 45,9 \| Reken-Maria Veen (Hp, bis 2024 Bf, bis 2025 Bk) \| Reken-Maria Veen (Hp, bis 2024 Bf, bis 2025 Bk) \| \| \| 40,4 \| Reken (seit 2018 wieder Bf) \| Reken (seit 2018 wieder Bf) \| \| \| 38,5 \| Reken-Klein Reken \| Reken-Klein Reken \| \| \| 34,4 \| Lembeck (Hp, ehem. Bf, ehem. Bk) \| Lembeck (Hp, ehem. Bf, ehem. Bk) \| \| \| 30,7 \| Wulfen (Westf) (Hp+Bk, ehem. Bf) \| Wulfen (Westf) (Hp+Bk, ehem. Bf) \| \| \| \| Strecke von Borken \| \| \| \| 24,7 \| Hervest-Dorsten ehem. Strecke Wesel–Haltern \| Hervest-Dorsten ehem. Strecke Wesel–Haltern \| \| \| \| Anschlussgleis VEW Dorsten (neu 1972) \| \| \| \| \| ehem. Verbindungsstrecke von Dorsten CME \| \| \| \| \| Lippe und Wesel-Datteln-Kanal \| \| \| \| 18,9 \| Dorsten (Inselbahnhof, ehem. RhE) \| Dorsten (Inselbahnhof, ehem. RhE) \| \| \| \| Strecke nach Gladbeck \| \| \| \| \| \| \| \| \| 16,9 \| Kirchhellen \| Kirchhellen \| \| \| 12,1 \| Bottrop Delog/Detag \| Bottrop Delog/Detag \| \| \| 10,1 \| Bottrop Nord \| Bottrop Nord \| \| \| 9,5 \| Bottrop Nord (ehem. Rh Bf) \| Bottrop Nord (ehem. Rh Bf) \| \| \| \| ehem. Zechenbahn Jacobi-Haniel \| \| \| \| 4,5 \| Oberhausen-Osterfeld Nord (ehem. Rh Bf) \| Oberhausen-Osterfeld Nord (ehem. Rh Bf) \| \| \| \| ehem. Strecke Sterkrade ↔ Welver \| \| \| \| \| ehem. Zechenbahn Zeche Osterfeld \| \| \| \| 3,9 \| Oberhausen Dom (Bf für OLGA 1999) \| Oberhausen Dom (Bf für OLGA 1999) \| \| \| \| Güterstrecke Duisburg-Ruhrort–Bottrop Süd \| \| \| \| \| ehem. Strecke nach Mülheim-Heißen \| \| \| \| \| Emscher \| \| \| \| \| Rhein-Herne-Kanal \| \| \| \| 2,9 \| Oberhausen Gasometer (Hp nur OLGA 1999) \| Oberhausen Gasometer (Hp nur OLGA 1999) \| \| \| \| Güterstrecke von Bottrop Süd \| \| \| \| 2,8 \| Oberhausen-Osterfeld Abzw \| Oberhausen-Osterfeld Abzw \| \| \| \| Güterstrecke von Osterfeld Süd \| \| \| \| 1,514,2 \| Walzwerk (Abzw) \| Walzwerk (Abzw) \| \| \| \| Strecke von Dortmund \| \| \| \| \| Hauptstrecke Wesel–Oberhausen \| \| \| \| 11,9 \| Oberhausen West (ehem. Rh Bf) \| Oberhausen West (ehem. Rh Bf) \| \| \| \| Strecke nach Duisburg-Meiderich Süd \| \| \| \| \| Strecke Duisburg-Ruhrort–Oberhausen \| \| \| \| \| ehem. Strecke Duisburg-Ruhrort–Mülheim-Styrum \| \| \| \| \| Strecke nach Duisburg-Ruhrort Hafenbf \| \| \| \| 8,6 \| Ruhrtal (alt) \| Ruhrtal (alt) \| \| \| \| ehem. Strecke nach Duisburg Hafen \| \| \| \| \| Strecke von Duisburg-Ruhrort Hafenbf \| \| \| \| 8,3 \| Ruhrtal (Abzw) \| Ruhrtal (Abzw) \| \| \| \| Ruhr \| \| \| \| 7,4 \| Sigle (Abzw) \| Sigle (Abzw) \| \| \| \| Stichstrecke nach Duisburg Hafen \| \| \| \| \| Güterstrecken nach Duisburg-Wedau \| \| \| \| \| und nach Duisburg-Hochfeld Süd \| \| \| \| \| Hauptstrecke von Oberhausen \| \| \| \| \| Hauptstrecke von Essen \| \| \| \| 6,2 \| Duisburg-Duissern (Abzw) \| Duisburg-Duissern (Abzw) \| \| \| 5,5 \| Duisburg Hbf \| Duisburg Hbf \| \| \| \| Strecke nach Duisburg-Wedau \| \| \| \| \| Strecke nach Krefeld \| \| \| \| \| Hauptstrecke nach Düsseldorf \| \| \| \| \| \| \| \| Quellen: [1][2] \| \| \| \| | |                                                 |                                                 |
| Strecke | | Strecke von Oldenburg                           | Strecke von Oldenburg                           |
| Kopfbahnhof Streckenanfang (Strecke außer Betrieb) · Bahnhof | 165,1 | Quakenbrück                                     | Quakenbrück                                     |
| Strecke nach rechts und von halblinks · Verschwenkung von links | | ehem. Kleinbahn Lingen–Berge–Quakenbrück        | ehem. Kleinbahn Lingen–Berge–Quakenbrück        |
| Abzweig ehemals geradeaus und nach links | | Strecke nach Osnabrück                          | Strecke nach Osnabrück                          |
| Haltepunkt / Haltestelle (Strecke außer Betrieb) | 162,3 | Vehs                                            | Vehs                                            |
| Haltepunkt / Haltestelle (Strecke außer Betrieb) | 157,0 | Nortrup                                         | Nortrup                                         |
| Haltepunkt / Haltestelle (Strecke außer Betrieb) | 147,8 | Bippen                                          | Bippen                                          |
| Bahnhof (Strecke außer Betrieb) | 138,6 | Fürstenau                                       | Fürstenau                                       |
| Haltepunkt / Haltestelle (Strecke außer Betrieb) | 134,1 | Settrup                                         | Settrup                                         |
| Bahnhof (Strecke außer Betrieb) | 129,3 | Freren                                          | Freren                                          |
| Haltepunkt / Haltestelle (Strecke außer Betrieb) | 123,1 | Beesten                                         | Beesten                                         |
| Betriebs-/Güterbahnhof Strecke bis hier außer Betrieb | 115,4 | Spelle                                          | Spelle                                          |
| Abzweig geradeaus und nach rechts | 113,4 | zum Hafen Spelle-Venhaus (seit 2015)            | zum Hafen Spelle-Venhaus (seit 2015)            |
| Strecke nach halblinks und von rechts · Verschwenkung nach links | | Emslandstrecke von Emden                        | Emslandstrecke von Emden                        |
| Abzweig geradeaus und von rechts · Strecke | | Strecke von Almelo (NL)                         | Strecke von Almelo (NL)                         |
| Bahnhof · Strecke | (7,8) | Salzbergen                                      | Salzbergen                                      |
| Grenze · Grenze | 113,0 | Landesgrenze Niedersachsen / NRW                | Landesgrenze Niedersachsen / NRW                |
| Strecke · Brücke über Wasserlauf | | Dortmund-Ems-Kanal                              | Dortmund-Ems-Kanal                              |
| Strecke · Blockstelle | 109,6 | Rheine RVM (Anst)                               | Rheine RVM (Anst)                               |
| Strecke · Dienststation / Betriebs- oder Güterbahnhof | 109,3 | Rheine KLV (Awanst)                             | Rheine KLV (Awanst)                             |
| Strecke · ehemaliger Bahnhof | 108,4 | Altenrheine (alt)                               | Altenrheine (alt)                               |
| Strecke · Blockstelle | 107,8 | Altenrheine (Anst)                              | Altenrheine (Anst)                              |
| Strecke · Abzweig geradeaus und nach links | | Tecklenburger Nordbahn nach Osnabrück           | Tecklenburger Nordbahn nach Osnabrück           |
| Strecke · Brücke über Wasserlauf | | Ems                                             | Ems                                             |
| Strecke nach halblinks · Strecke nach halbrechts | | Überwerfungsbauwerk                             | Überwerfungsbauwerk                             |
| Strecke von halblinks · Strecke von halbrechts | | (geplante Stichstrecke von Salzbergen)          | (geplante Stichstrecke von Salzbergen)          |
| Abzweig geradeaus und ehemals von rechts · Strecke | | Strecke von Ochtrup                             | Strecke von Ochtrup                             |
| Bahnhof · Bahnhof | (0,0)104,7 | Rheine                                          | Rheine                                          |
| Verschwenkung von links und von rechts · Strecke nach links und von halbrechts | | Strecke nach Osnabrück                          | Strecke nach Osnabrück                          |
| Abzweig ehemals geradeaus und nach links | | Strecke nach Münster                            | Strecke nach Münster                            |
| Bahnhof (Strecke außer Betrieb) | 99,9 | Hauenhorst                                      | Hauenhorst                                      |
| Bahnhof (Strecke außer Betrieb) | 95,4 | St. Arnold (ehem. Neuenkirchen Land)            | St. Arnold (ehem. Neuenkirchen Land)            |
| Dienststation / Betriebs- oder Güterbahnhof (Strecke außer Betrieb) | 91,1 | Hollich                                         | Hollich                                         |
| Abzweig ehemals geradeaus und von rechts | | Strecke von Enschede                            | Strecke von Enschede                            |
| Abzweig geradeaus und ehemals von rechts | | ehem. Bahnstrecke von Borken                    | ehem. Bahnstrecke von Borken                    |
| Bahnhof | 86,7 | Steinfurt-Burgsteinfurt                         | Steinfurt-Burgsteinfurt                         |
| Abzweig ehemals geradeaus und nach links | | Strecke nach Münster                            | Strecke nach Münster                            |
| Dienststation / Betriebs- oder Güterbahnhof (Strecke außer Betrieb) | 83,1 | Veltrup                                         | Veltrup                                         |
| Bahnhof (Strecke außer Betrieb) | 77,2 | Horstmar (Münster)                              | Horstmar (Münster)                              |
| Bahnhof (Strecke außer Betrieb) | 71,1 | Darfeld                                         | Darfeld                                         |
| Verschwenkung nach rechts (Strecke außer Betrieb) · Strecke nach halbrechts und von links | | Baumbergebahn von Münster                       | Baumbergebahn von Münster                       |
| Bahnhof (Strecke außer Betrieb) · Bahnhof | 65,4 | Lutum (seit 2011 wieder Bf)                     | Lutum (seit 2011 wieder Bf)                     |
| Abzweig ehemals geradeaus und von links · Abzweig ehemals geradeaus und nach rechts | 64,6 | Lutum Streckenwechsel                           | Lutum Streckenwechsel                           |
| Haltepunkt / Haltestelle · Strecke (außer Betrieb) | 59,9 | Coesfeld Schulzentrum                           | Coesfeld Schulzentrum                           |
| Kreuzung links · Abzweig ehemals geradeaus und von rechts | | Strecke von Gronau                              | Strecke von Gronau                              |
| Bahnhof · Bahnhof | 58,5 | Coesfeld (Westf)                                | Coesfeld (Westf)                                |
| Abzweig geradeaus und ehemals nach links · Kreuzung links (Strecken außer Betrieb) | | Strecke nach Dortmund                           | Strecke nach Dortmund                           |
| Kreuzung geradeaus unten (Querstrecke außer Betrieb) · Strecke nach rechts (außer Betrieb) | | ehem. Baumbergebahn nach Empel-Rees             | ehem. Baumbergebahn nach Empel-Rees             |
| ehemaliger Dienststation / Betriebs- oder Güterbahnhof | 52,1 | Heubach                                         | Heubach                                         |
| Haltepunkt / Haltestelle, ehemals Bahnhof | 45,9 | Reken-Maria Veen (Hp, bis 2024 Bf, bis 2025 Bk) | Reken-Maria Veen (Hp, bis 2024 Bf, bis 2025 Bk) |
| Bahnhof | 40,4 | Reken (seit 2018 wieder Bf)                     | Reken (seit 2018 wieder Bf)                     |
| Haltepunkt / Haltestelle | 38,5 | Reken-Klein Reken                               | Reken-Klein Reken                               |
| Haltepunkt / Haltestelle, ehemals Bahnhof | 34,4 | Lembeck (Hp, ehem. Bf, ehem. Bk)                | Lembeck (Hp, ehem. Bf, ehem. Bk)                |
| Haltepunkt / Haltestelle, ehemals Bahnhof | 30,7 | Wulfen (Westf) (Hp+Bk, ehem. Bf)                | Wulfen (Westf) (Hp+Bk, ehem. Bf)                |
| Kreuzung geradeaus unten · Strecke von rechts | | Strecke von Borken                              | Strecke von Borken                              |
| Turmhaltepunkt geradeaus oben (Querstrecke außer Betrieb) · Turmhaltepunkt geradeaus oben (Querstrecke außer Betrieb) | 24,7 | Hervest-Dorsten ehem. Strecke Wesel–Haltern     | Hervest-Dorsten ehem. Strecke Wesel–Haltern     |
| Strecke · Abzweig geradeaus und von links | | Anschlussgleis VEW Dorsten (neu 1972)           | Anschlussgleis VEW Dorsten (neu 1972)           |
| Abzweig geradeaus und ehemals von rechts · Strecke | | ehem. Verbindungsstrecke von Dorsten CME        | ehem. Verbindungsstrecke von Dorsten CME        |
| Brücke über Wasserlauf · Brücke über Wasserlauf | | Lippe und Wesel-Datteln-Kanal                   | Lippe und Wesel-Datteln-Kanal                   |
| Kopfbahnhof Strecke ab hier außer Betrieb · Bahnhof | 18,9 | Dorsten (Inselbahnhof, ehem. RhE)               | Dorsten (Inselbahnhof, ehem. RhE)               |
| Strecke (außer Betrieb) · Strecke nach links | | Strecke nach Gladbeck                           | Strecke nach Gladbeck                           |
| Verschwenkung nach links (Strecke außer Betrieb) | |                                                 |                                                 |
| Bahnhof (Strecke außer Betrieb) | 16,9 | Kirchhellen                                     | Kirchhellen                                     |
| Dienststation / Betriebs- oder Güterbahnhof (Strecke außer Betrieb) | 12,1 | Bottrop Delog/Detag                             | Bottrop Delog/Detag                             |
| Dienststation / Betriebs- oder Güterbahnhof (Strecke außer Betrieb) | 10,1 | Bottrop Nord                                    | Bottrop Nord                                    |
| Bahnhof (Strecke außer Betrieb) | 9,5 | Bottrop Nord (ehem. Rh Bf)                      | Bottrop Nord (ehem. Rh Bf)                      |
| Abzweig geradeaus und nach rechts (Strecke außer Betrieb) | | ehem. Zechenbahn Jacobi-Haniel                  | ehem. Zechenbahn Jacobi-Haniel                  |
| Bahnhof (Strecke außer Betrieb) | 4,5 | Oberhausen-Osterfeld Nord (ehem. Rh Bf)         | Oberhausen-Osterfeld Nord (ehem. Rh Bf)         |
| Kreuzung geradeaus oben (Strecken außer Betrieb) | | ehem. Strecke Sterkrade ↔ Welver                | ehem. Strecke Sterkrade ↔ Welver                |
| Abzweig geradeaus und nach rechts (Strecke außer Betrieb) | | ehem. Zechenbahn Zeche Osterfeld                | ehem. Zechenbahn Zeche Osterfeld                |
| Bahnhof (Strecke außer Betrieb) | 3,9 | Oberhausen Dom (Bf für OLGA 1999)               | Oberhausen Dom (Bf für OLGA 1999)               |
| Kreuzung geradeaus oben (Strecke geradeaus außer Betrieb) | | Güterstrecke Duisburg-Ruhrort–Bottrop Süd       | Güterstrecke Duisburg-Ruhrort–Bottrop Süd       |
| Abzweig geradeaus und nach links (Strecke außer Betrieb) | | ehem. Strecke nach Mülheim-Heißen               | ehem. Strecke nach Mülheim-Heißen               |
| Brücke über Wasserlauf (Strecke außer Betrieb) | | Emscher                                         | Emscher                                         |
| Brücke über Wasserlauf (Strecke außer Betrieb) | | Rhein-Herne-Kanal                               | Rhein-Herne-Kanal                               |
| Haltepunkt / Haltestelle (Strecke außer Betrieb) | 2,9 | Oberhausen Gasometer (Hp nur OLGA 1999)         | Oberhausen Gasometer (Hp nur OLGA 1999)         |
| Abzweig ehemals geradeaus und von links | | Güterstrecke von Bottrop Süd                    | Güterstrecke von Bottrop Süd                    |
| Blockstelle | 2,8 | Oberhausen-Osterfeld Abzw                       | Oberhausen-Osterfeld Abzw                       |
| Strecke nach halblinks und von rechts · Verschwenkung nach links | | Güterstrecke von Osterfeld Süd                  | Güterstrecke von Osterfeld Süd                  |
| Blockstelle · Blockstelle | 1,514,2 | Walzwerk (Abzw)                                 | Walzwerk (Abzw)                                 |
| Strecke · Abzweig geradeaus und von links | | Strecke von Dortmund                            | Strecke von Dortmund                            |
| Kreuzung geradeaus oben · Kreuzung geradeaus oben | | Hauptstrecke Wesel–Oberhausen                   | Hauptstrecke Wesel–Oberhausen                   |
| Dienststation / Betriebs- oder Güterbahnhof · Dienststation / Betriebs- oder Güterbahnhof | 11,9 | Oberhausen West (ehem. Rh Bf)                   | Oberhausen West (ehem. Rh Bf)                   |
| Abzweig geradeaus und nach rechts · Abzweig geradeaus und nach rechts | | Strecke nach Duisburg-Meiderich Süd             | Strecke nach Duisburg-Meiderich Süd             |
| Kreuzung geradeaus oben · Kreuzung geradeaus oben | | Strecke Duisburg-Ruhrort–Oberhausen             | Strecke Duisburg-Ruhrort–Oberhausen             |
| Kreuzung geradeaus oben (Querstrecke außer Betrieb) · Kreuzung geradeaus oben (Querstrecke außer Betrieb) | | ehem. Strecke Duisburg-Ruhrort–Mülheim-Styrum   | ehem. Strecke Duisburg-Ruhrort–Mülheim-Styrum   |
| Abzweig geradeaus und nach rechts · Strecke | | Strecke nach Duisburg-Ruhrort Hafenbf           | Strecke nach Duisburg-Ruhrort Hafenbf           |
| ehemalige Blockstelle · ehemalige Blockstelle | 8,6 | Ruhrtal (alt)                                   | Ruhrtal (alt)                                   |
| Strecke · Abzweig geradeaus und ehemals nach links | | ehem. Strecke nach Duisburg Hafen               | ehem. Strecke nach Duisburg Hafen               |
| Abzweig geradeaus und von rechts · Strecke | | Strecke von Duisburg-Ruhrort Hafenbf            | Strecke von Duisburg-Ruhrort Hafenbf            |
| Blockstelle · Blockstelle | 8,3 | Ruhrtal (Abzw)                                  | Ruhrtal (Abzw)                                  |
| Brücke über Wasserlauf · Brücke über Wasserlauf | | Ruhr                                            | Ruhr                                            |
| Blockstelle · Strecke | 7,4 | Sigle (Abzw)                                    | Sigle (Abzw)                                    |
| Abzweig geradeaus und nach rechts · Strecke | | Stichstrecke nach Duisburg Hafen                | Stichstrecke nach Duisburg Hafen                |
| Strecke · Strecke nach links | | Güterstrecken nach Duisburg-Wedau               | Güterstrecken nach Duisburg-Wedau               |
| Abzweig geradeaus und nach links · Strecke quer | | und nach Duisburg-Hochfeld Süd                  | und nach Duisburg-Hochfeld Süd                  |
| Abzweig geradeaus und von links · Strecke quer | | Hauptstrecke von Oberhausen                     | Hauptstrecke von Oberhausen                     |
| Strecke · Strecke von links | | Hauptstrecke von Essen                          | Hauptstrecke von Essen                          |
| Blockstelle · Strecke | 6,2 | Duisburg-Duissern (Abzw)                        | Duisburg-Duissern (Abzw)                        |
| Bahnhof · Bahnhof | 5,5 | Duisburg Hbf                                    | Duisburg Hbf                                    |
| Abzweig geradeaus und nach links · Kreuzung geradeaus oben | | Strecke nach Duisburg-Wedau                     | Strecke nach Duisburg-Wedau                     |
| Abzweig geradeaus und nach rechts · Strecke | | Strecke nach Krefeld                            | Strecke nach Krefeld                            |
| Strecke · Strecke | | Hauptstrecke nach Düsseldorf                    | Hauptstrecke nach Düsseldorf                    |
| | |                                                 |                                                 |
| Quellen: | |                                                 |                                                 |

Die Bahnstrecke Duisburg–Quakenbrück ist eine ehemals überregionale, heute aber teilweise stillgelegte Eisenbahnstrecke in Deutschland der früheren Rheinischen Eisenbahn-Gesellschaft (RhE) von Duisburg im westlichen Ruhrgebiet nach Quakenbrück an der Grenze zum ehemaligen Land Oldenburg.
Die Bahnstrecke führte von Duisburg Hauptbahnhof über Oberhausen West, Bottrop Nord, Dorsten, Coesfeld, Steinfurt und Rheine nach Quakenbrück, wo sie Anschluss an das Streckennetz der Großherzoglich Oldenburgischen Staatsbahnen hatte.
Der überwiegende Teil der Bahnstrecke ist heute stillgelegt. Der südliche Teil bis Bottrop wird gegenwärtig als reine Güterstrecke genutzt, der Abschnitt zwischen Dorsten und Coesfeld wird im Personennahverkehr als Kursbuchstrecke 423 betrieben, während der Streckenteil zwischen Rheine und Spelle von der Regionalverkehr Münsterland (RVM) im Güterverkehr bedient wird.
Für eine detaillierte Darstellung des Abschnitts zwischen den Abzweigstellen Sigle und Walzwerk siehe Bahnstrecke Duisburg-Wedau–Bottrop Süd.

## Geschichte
Die Konzession zum Bau der 172,87 Kilometer langen Eisenbahnstrecke von Duisburg nach Quakenbrück erhielt die Rheinische Eisenbahn-Gesellschaft (RhE) am 9. Juni 1873. Die Eisenbahnstrecke wurde am 1. Juli 1879 eröffnet und trat damit in direkte Konkurrenz zur bereits seit den frühen 1870er Jahren bestehenden Bahnstrecke Wanne-Eickel–Hamburg der Köln-Mindener Eisenbahn-Gesellschaft vom Ruhrgebiet über Münster und Osnabrück nach Bremen (Teilstück der „Hamburg-Venloer Bahn“).

### Streckenführung
Aus der Konkurrenzsituation heraus resultiert die geradlinige Streckenführung. Um wettbewerbsfähig zu sein, musste die Strecke das Münsterland und das Gebiet zwischen Rheine und Quakenbrück möglichst ohne größere Umwege durchqueren und dabei westlich den Bergrücken des Teutoburger Waldes passieren, um so Transportkosten und Transportzeiten zu verringern. Dies sollte der neuen Verbindung einen wirtschaftlichen Vorteil gegenüber der Strecke des Mitwettbewerbers verschaffen, die zwischen Osnabrück und Diepholz nach Osten ausweicht, um das Gebiet der damaligen Oldenburger Staatsbahnen zu umgehen.
Die Rheinische Eisenbahn-Gesellschaft hingegen führte gezielt den Anschluss an das Streckennetz der Großherzoglich Oldenburgischen Staatseisenbahnen in Quakenbrück herbei; dadurch wurde sowohl eine durchgehende Verbindung zur Hansestadt Bremen als auch nach Wilhelmshaven (seit 1866 Kriegshafen der preußischen Kriegsmarine) geschaffen. Die Oldenburgischen Staatseisenbahnen hatten 1866/1867 bereits die Bahnstrecke Oldenburg–Wilhelmshaven und die Bahnstrecke Oldenburg–Bremen eröffnet, 1875 wurde die Bahnstrecke Oldenburg–Osnabrück über Quakenbrück fertiggestellt.

### Referenzprojekte
Die Rheinische Eisenbahn-Gesellschaft hatte sich vor dem Bau der Strecke Duisburg–Quakenbrück bereits durch die Errichtung anderer Konkurrenzstrecken hervorgetan:
- Mit dem Bau der Bahnstrecke Osterath–Dortmund Süd, die teilweise parallel zur 1847 eröffneten Bahnstrecke Duisburg–Dortmund der Köln-Mindener Eisenbahn-Gesellschaft beziehungsweise zur Bahnstrecke Witten/Dortmund–Oberhausen/Duisburg der Bergisch-Märkischen Eisenbahn-Gesellschaft verlief.
- 1863–65 mit dem Bau der Bahnstrecke Krefeld–Nimwegen in Konkurrenz zur 1856 erbauten Bahnstrecke Oberhausen–Arnheim der Köln-Mindener Eisenbahn-Gesellschaft.
- 1879 mit dem Bau der Bahnstrecke Düsseldorf-Derendorf–Dortmund Süd als Parallele zur Bahnstrecke Elberfeld–Dortmund der Bergisch-Märkischen Eisenbahn-Gesellschaft.

### Regionale Bedeutung
Neben ihrer überregionalen Funktion kam der Eisenbahnstrecke aber auch regionale Bedeutung zu. So verband der Abschnitt nach Coesfeld die Stadt Rheine und mit ihr die Strecken der Königlich-Westfälischen Eisenbahn-Gesellschaft mit dem Eisenbahnnetz des westlichen Münsterlandes.

### Anschlüsse an Steinkohlezechen
Im Gegensatz zur Bahnstrecke Osterath–Dortmund Süd der Rheinischen Eisenbahn-Gesellschaft, welche zahlreiche Steinkohlezechen mit Anschlussbahnen bediente, hatte die Bahnstrecke Duisburg–Quakenbrück nur wenige Anschlüsse zu Zechenbahnen. Dabei wurden die Zechen Jacobi und Franz Haniel in Oberhausen-Klosterhardt sowie die Zeche Osterfeld mit einem Anschluss angebunden.

### Zweigstrecke nach Salzbergen
Die Planungen für die Strecke sahen den Bau einer 7,8 Kilometer langen Zweigbahn von Rheine nach Salzbergen vor, genehmigt wurde dies 1878. Mit dem Anschluss an die 1865 erbaute Bahnstrecke Almelo–Salzbergen wollte die Rheinische Eisenbahn-Gesellschaft im Emsland eine eigene Verbindung zum niederländischen Eisenbahnnetz herstellen, parallel zur Trasse der bereits am 23. Juni 1856 eröffneten Hannoverschen Westbahn (siehe auch Bahnstrecke Löhne–Rheine beziehungsweise Emslandstrecke).

### Verstaatlichung

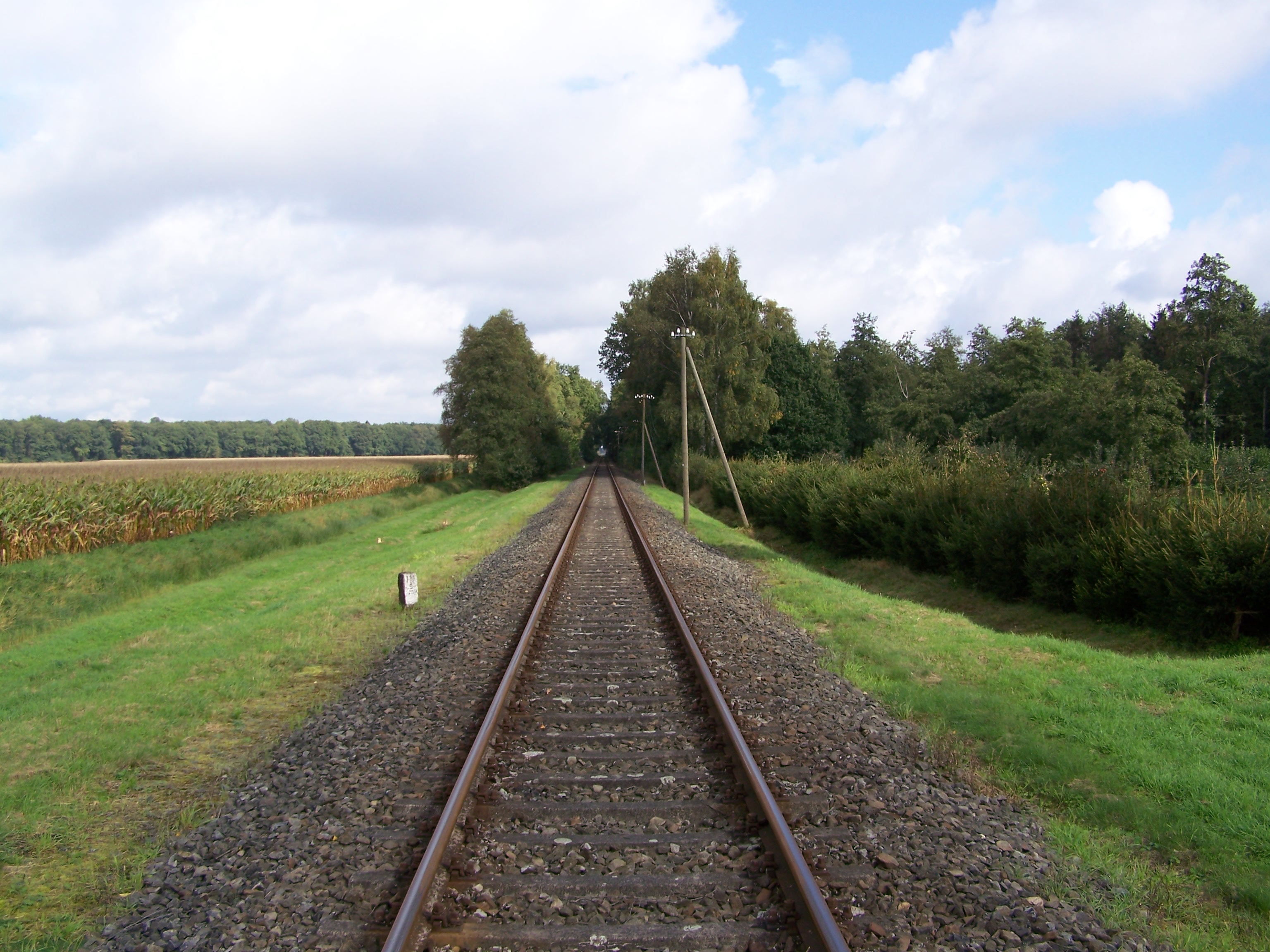
Strecke nördlich von Rheine, gut erkennbar die Trassierung für ein vorgesehenes zweites Gleis, sogar Telegrafenmasten stehen noch

Die Bauarbeiten an der Zweigbahn, welche noch im selben Jahr aufgenommen wurden, mussten auf ministerielle Anordnung bereits am 31. März 1879 wegen „Entbehrlichung durch Verstaatlichung“ wieder eingestellt werden.
Die Eisenbahnverbindung von Duisburg über Rheine nach Quakenbrück und Oldenburg ist im Vergleich zu anderen Eisenbahnlinien in Nordwestdeutschland – wie etwa den Verbindungen Ruhrgebiet–Münster–Emden oder Ruhrgebiet–Münster–Bremen – nicht zu großer wirtschaftlicher Bedeutung gelangt, dies gilt insbesondere für den Streckenabschnitt Rheine–Quakenbrück.
Das verdeutlicht unter anderem die technische Ausrüstung der Strecke: der Abschnitt Dorsten–Rheine zählte 1935 neben den Eisenbahnlinien Lünen–Gronau und Münster–Gronau zu den wenigen Strecken der Eisenbahndirektion Münster, die noch nicht mit elektrischen Streckenblocks ausgerüstet waren. Zu militärischer Bedeutung gelangte die Strecke in der Zeit des Ersten Weltkrieges aufgrund umfangreicher Kohletransporte aus dem Ruhrgebiet zum Kriegshafen in Wilhelmshaven.

### Zerstörung im Zweiten Weltkrieg
Nach der Verstaatlichung war der Personenverkehr zwischen Osterfeld Nord und Duisburg Hauptbahnhof bereits eingestellt und stattdessen nach Oberhausen Hauptbahnhof durchgebunden worden. Im Zweiten Weltkrieg wurden 1945 alle Brücken über den Rhein-Herne-Kanal und die Emscher durch die deutsche Wehrmacht gesprengt. Daraufhin wurde auch auf diesem Abschnitt der Personenverkehr eingestellt, der Güterverkehr später über eine neue Brücke wiederhergestellt.
Infolge der völligen Zerstörung des Bahnhofs Rheine am 5. Oktober 1944 musste der Zugverkehr zwischen Rheine und Quakenbrück eingestellt werden. Zu dieser Zeit standen im Bahnhof Rheine für den Durchgangsverkehr nur zwei Gleise zur Verfügung, nördlich des Bahnhofs musste in der Eichenstraße (Friedensplatz) sogar ein Notbahnhof eingerichtet werden. Erst im Sommer 1945 konnte der Verkehr auf der Quakenbrücker Strecke wieder aufgenommen werden, jedoch nur zwischen Spelle und Quakenbrück, da die Emsbrücke in Rheine (zwischen dem Rheiner „Hauptbahnhof“ und dem Altenrheiner Bahnhof) und die Brücke über den Dortmund-Ems-Kanal zwischen Altenrheine und Spelle noch nicht wieder aufgebaut waren.

### Wiederaufnahme des Verkehrs
Im November 1945 konnten erstmals wieder Züge von Quakenbrück bis Altenrheine verkehren. Von hier aus richtete die Tecklenburger Nordbahn (ehemals Kleinbahn zwischen Piesberg (b. Osnabrück) und Rheine) einen Pendelverkehr zum Bahnhof Rheine-Stadtberg und von dort weiter in die Innenstadt zum Haltepunkt Hues-Ecke (Lingener Straße/Emsstraße) auf dem rechten Emsufer ein, um so die Verbindung von Quakenbrück nach Rheine provisorisch aufrechtzuerhalten.
Nach dem Zweiten Weltkrieg nahmen die Züge wegen der zerstörten Brücken zwischen Oberhausen und Dorsten einen anderen Verlauf, statt über Oberhausen West, Osterfeld Nord, Bottrop Nord und Kirchhellen (23,2 Kilometer) wurden alle Züge über Oberhausen Hauptbahnhof, Bottrop Hauptbahnhof, Gladbeck West und Feldhausen nach Dorsten (28 Kilometer) geführt. Der Personenverkehr wurde nur noch zwischen Osterfeld-Nord und Dorsten kurzzeitig wieder aufgenommen und endgültig 1960 eingestellt.
Im Sommer 1950 verkehrte erstmals nach dem Krieg ein Eilzugpaar planmäßig von Duisburg über Oberhausen, Rheine und Quakenbrück nach Oldenburg, das bis zur Einstellung des Personenzugverkehrs auf dem Streckenabschnitt Rheine–Quakenbrück am 31. Mai 1969 fuhr und später zwischen Duisburg und Rheine eingesetzt wurde: 1950 als ET 487/488, 1960 und 1963/64 als E 829/830 mit Lokbespannung, ab 1966 dann wieder als Triebwagenzug mit der Baureihe VT 24.
Zwischen Dorsten und Coesfeld setzte die Deutsche Bundesbahn verschiedenes Zugmaterial ein, häufig anzutreffen waren die Akkutriebwagen der Baureihe 515 sowie die Dieseltriebwagen der Baureihe 624.
Der Güterverkehr von Oldenburg via Quakenbrück nach Rheine hatte zu Beginn der 50er Jahre keinen überregional bedeutsamen Umfang. In Quakenbrück wurden durchschnittlich zwei Zugkomplexe zur Abfertigung nach Rheine rangiert (zum Vergleich: in Emden Rbf wurden durchschnittlich sechs Züge nach Rheine zusammengestellt). Bis 1978 verkehrte noch planmäßig ein Nahverkehrsgüterzugpaar zwischen Rheine und Quakenbrück. Ab 1978 fuhr planmäßig nur noch jeweils ein Güterzugpaar zwischen Rheine und Fürstenau sowie zwischen Rheine und Spelle mit einer Übergabeleistung an die Tecklenburger Nordbahn in Altenrheine.

### Oberhausener Landesgartenschau
1999 fand in Oberhausen die Landesgartenschau, kurz OLGA auf dem Gelände der ehemaligen Zeche Osterfeld statt. Aus diesem Anlass pendelten vom Oberhausener Hauptbahnhof Züge zum Gelände der OLGA. In der Nähe des „Gartendoms“, der ehemaligen Kohlenmischhalle, wurde ein Bahnhof eingerichtet. Die Züge fuhren mit Dampfbespannung und waren aus historischem Wagenmaterial zusammengestellt. An der Strecke wurde weiterhin der Haltepunkt Oberhausen Gasometer eingerichtet, er lag nur wenige Meter hinter der Abzweigstelle Osterfeld an der Bahnstrecke nach Bottrop Nord. Nach Abschluss der Gartenschau Ende Oktober 1999 wurde der Verkehr zum Haltepunkt und der Endstelle am OLGA-Park wieder eingestellt.

## Heutige Situation

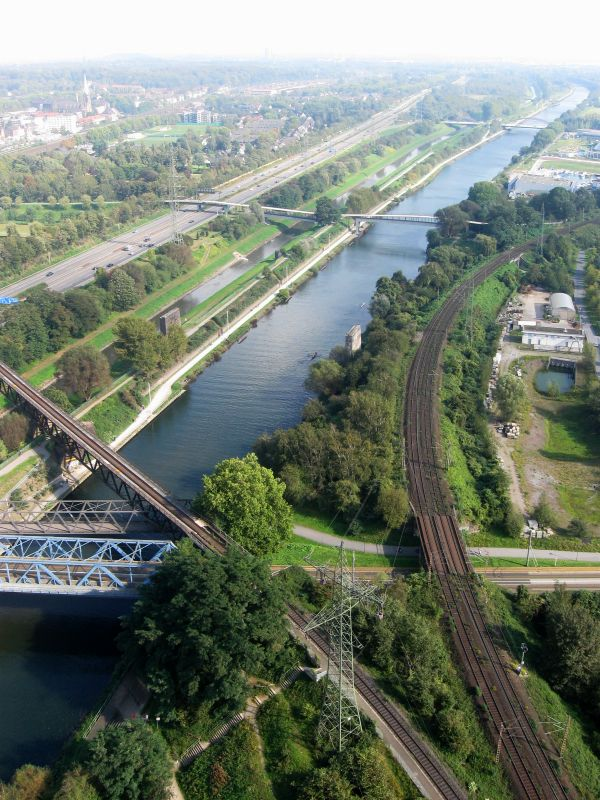
Links die Brücke der Strecke über den Rhein-Herne-Kanal, rechts die Strecke nach Essen-Frintrop, rechts vorne Osterfeld Abzw, vorne der Haltepunkt Oberhausen Gasometer

Große Teile der Bahnstrecke sind heute stillgelegt und weitgehend demontiert, Verkehr findet nur noch auf einzelnen Teilabschnitten statt. Örtlich sind Radwege gebaut oder befinden sich in Planung.

### Duisburg – Bottrop
Die Strecke ist heute als der Teil der Verbindungen von Duisburg nach Oberhausen-Osterfeld Süd und nach Essen-Frintrop als Hauptstrecke klassifiziert und elektrifiziert. Der Abschnitt von der Abzweigstelle Oberhausen-Osterfeld am Gasometer Oberhausen bis zur Anschlussstelle Bottrop Delog/Detag dagegen war eine eingleisige und nicht elektrifizierte Nebenstrecke, die im August 2015 stillgelegt, aber noch nicht abgebaut wurde.
Am Gasometer teilen sich die einzelnen Strecken in die Verbindungskurve nach Osterfeld-Süd (westlich des Gasometers mit Brücken über den Rhein-Herne-Kanal, die Emscher und die Bundesautobahn 42), in die 2015 stillgelegte Strecke nach Osterfeld-Nord und Bottrop-Nord (östlich des Gasometers, ebenfalls mit Brücken über den Rhein-Herne-Kanal, die Emscher, die Autobahn 42 und die Einfahrtsgleise zum Bahnhof Osterfeld-Süd, alle Brücken existieren noch) und in die Strecke nach Essen-Frintrop, welche nicht über den Kanal, sondern am Centro Oberhausen entlang in Richtung des ehemaligen Güterbahnhofs Essen-Frintrop führt.
Die eingleisige Strecke bis nach Bottrop Delog/Detag diente noch bis Mitte 2015 ausschließlich dem Güterverkehr zum Flachglaswerk Pilkington, ehemals Delog (Deutsche Libbey-Owens Gesellschaft) / Detag (Deutsche Tafelglas AG), welches bereits auf Gladbecker Stadtgebiet liegt. Die Stilllegung dieses Abschnitt war lange geplant, wurde am 13. Juli 2015 genehmigt und am 25. August 2015 umgesetzt.

### Essen – Bottrop – Gladbeck – Dorsten – Coesfeld
| Kursbuchstrecke (DB): | 423                 |                                                           |                                                           |
| Streckenlänge: | 70 km               |                                                           |                                                           |
| Streckengeschwindigkeit: | 100 km/h            |                                                           |                                                           |
| |                     |                                                           |                                                           |
| Bundesland (D): | Nordrhein-Westfalen |                                                           |                                                           |
| Zuglauf |                     |                                                           |                                                           |
| \| \| 35 \| Coesfeld (Westf) \| RE \| \| \| 23 \| Reken-Maria Veen[5] \| Reken-Maria Veen[5] \| \| \| 17 \| Reken \| Reken \| \| \| 15 \| Reken-Klein Reken \| Reken-Klein Reken \| \| \| 11 \| Lembeck \| Lembeck \| \| \| 7 \| Wulfen (Westf) \| Wulfen (Westf) \| \| \| 2 \| Hervest-Dorsten \| RE \| \| \| 0 \| Dorsten \| RE, RB \| \| \| \| weiter nach Gladbeck – Bottrop – Essen Hbf – Essen-Steele \| \| |                     |                                                           |                                                           |
| Kopfbahnhof Streckenanfang | 35                  | Coesfeld (Westf)                                          | RE                                                        |
| Haltepunkt / Haltestelle | 23                  | Reken-Maria Veen                                          | Reken-Maria Veen                                          |
| Bahnhof | 17                  | Reken                                                     | Reken                                                     |
| Haltepunkt / Haltestelle | 15                  | Reken-Klein Reken                                         | Reken-Klein Reken                                         |
| Haltepunkt / Haltestelle | 11                  | Lembeck                                                   | Lembeck                                                   |
| Haltepunkt / Haltestelle | 7                   | Wulfen (Westf)                                            | Wulfen (Westf)                                            |
| Haltepunkt / Haltestelle | 2                   | Hervest-Dorsten                                           | RE                                                        |
| Bahnhof | 0                   | Dorsten                                                   | RE, RB                                                    |
| Strecke |                     | weiter nach Gladbeck – Bottrop – Essen Hbf – Essen-Steele | weiter nach Gladbeck – Bottrop – Essen Hbf – Essen-Steele |

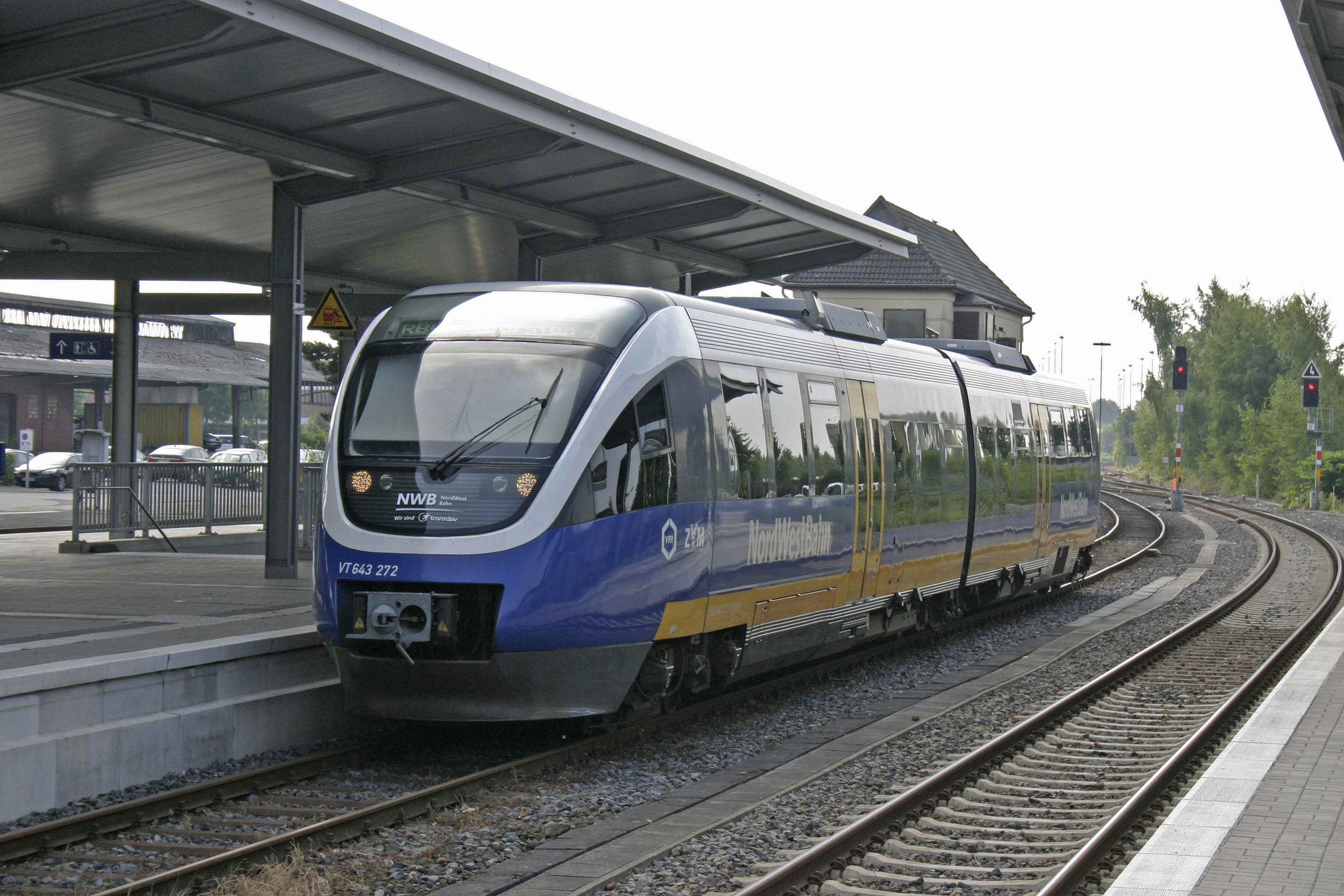
RB 45 nach Dorsten in Coesfeld

Der Streckenabschnitt Dorsten – Coesfeld ist heute Teil des DB-Regionalnetzes Münster-Ostwestfalen (MOW) mit Sitz in Münster. Der Nahverkehr wird hier im Auftrag des Verkehrsverbundes Rhein-Ruhr und des Zweckverbandes Nahverkehr Westfalen-Lippe von der RheinRuhrBahn durchgeführt.
Auf der Bahnstrecke verkehrte täglich – bis zur Integration als Linienast des RE 14 Emscher-Münsterland-Express – im Stundentakt die Regionalbahn RB 45 Coesfeld – Essen-Steele mit dem Liniennamen „Der Coesfelder“. Außerhalb der Hauptverkehrszeiten wurden die Züge der Linie RB 45 in Dorsten mit denen der Linie RE 14 Borken – Essen-Steele geflügelt und verkehrten ab dort gemeinsam nach Essen. Während der Hauptverkehrszeit pendelte die Linie RB 45 weiterhin zwischen Dorsten und Coesfeld, da die Züge nach Borken aufgrund der Nachfrage in Doppeltraktion verkehren. Eingesetzt werden hauptsächlich Züge des Typs Talent; seltener kommen LINT 41-Triebwagen auf die Schiene.
2006 kamen beim Verkehrsverbund Rhein-Ruhr (VRR) Pläne auf, den Schienenpersonennahverkehr aufgrund sinkender Bundeszuschüsse und der geringen Nachfrage einzustellen. Im Jahr 2008 wies die Linie in Erhebungen wochentags lediglich eine Querschnittsnachfrage von 500 Reisenden pro Tag auf. Letztendlich kam es nur zur Reduzierung auf einen Zweistundentakt an Samstagen und Streichung eines Zugpaares am Vormittag, das in den Folgejahren wieder hinzubestellt wurde. Im Rahmen der Regionale 2016 wurden verschiedene Maßnahmen zur Attraktivitätssteigerung umgesetzt. So wurde ein stündliches Zugangebot an allen Wochentagen eingeführt und eine Beifahranlage in Dorsten installiert, damit die Linien RE 14 und RB 45 in Dorsten geflügelt werden können und auch von der Strecke Coesfeld – Dorsten Direktverbindungen nach Gladbeck, Bottrop und Essen bestehen. In Reken wurde eine Kreuzungsstelle errichtet, sie ging zum Fahrplanwechsel im Dezember 2019 in Betrieb. Dadurch wurde die planmäßige Zugkreuzung von Maria Veen sechs Kilometer südlich nach Reken verlegt und die ehemals lange Wartezeit bei Anschlüssen in Coesfeld sank um fünf Minuten. Des Weiteren besteht im Ortsteil Klein Reken seit gleichem Datum ein eigener Haltepunkt. In Maria Veen wurde ein Bahnsteig modernisiert. Die Modernisierung des zweiten Bahnsteigs unterblieb, da dieser für planmäßige Kreuzungen nicht benötigt wird. Somit blieb Maria Veen vorerst ein vollwertiger Bahnhof, obwohl nur ein Gleis planmäßig benötigt wird. Bis Ende 2021 wird der Abschnitt Dorsten – Coesfeld schrittweise auf das ESTW Coesfeld geschaltet. Insgesamt sollen 32,6 Millionen Euro in die Modernisierung von Stationen und Sicherungstechnik investiert werden. Zusätzlich wurden die Betriebszeiten bis 23:00 Uhr erweitert und die Tarifsysteme durch neue Übergangsregelungen verbessert.
Der Betrieb der RB 45 sollte ursprünglich zusammen mit der Linie RE 14 mit lokal emissionsfreien Triebzügen zur Betriebsaufnahme im Dezember 2021 neu vergeben werden. Zuvor sollte die Fahrzeugbeschaffung, Wasserstoffversorgung und Instandhaltung von elektrischen Triebzügen mit Energiezufuhr über Brennstoffzellen separat vergeben werden. Der Verkehrsverbund Rhein-Ruhr (VRR) erhielt in der Ausschreibung der Fahrzeugbereitstellung allerdings keine wirtschaftlichen Angebote, sodass das Verfahren abgebrochen werden musste. Daraufhin hat der VRR die Linien mit weiteren zum Niederrhein-Münsterland-Netz zusammengefasst und erneut ausgeschrieben, wobei auch Akku-/Oberleitungsfahrzeuge in dem Verfahren zugelassen wurden. Alle in der Vergabe eingegangenen Angebote enthielten nur Akku-/Oberleitungsfahrzeuge. Da niemand den Zeitpunkt der Fertigstellung der notwendigen Ladepunkte vorhersehen kann, wurden flexible Inbetriebnahmezeitpunkte zwischen Dezember 2025 und Dezember 2028 gewählt.
Am 12. Dezember 2021 wurde die Linie RB 45 mit ihrer Strecke als Linienast in die Linie RE 14 Emscher-Münsterland-Express – Kursbuchstrecke 423 – integriert. Das bewährte Flügelzugkonzept nach Borken (Westf) und Coesfeld (Westf) wird fortgeführt. Zwischen Essen und Dorsten sind die Zugteile gemeinsam unterwegs.

### Coesfeld – Rheine

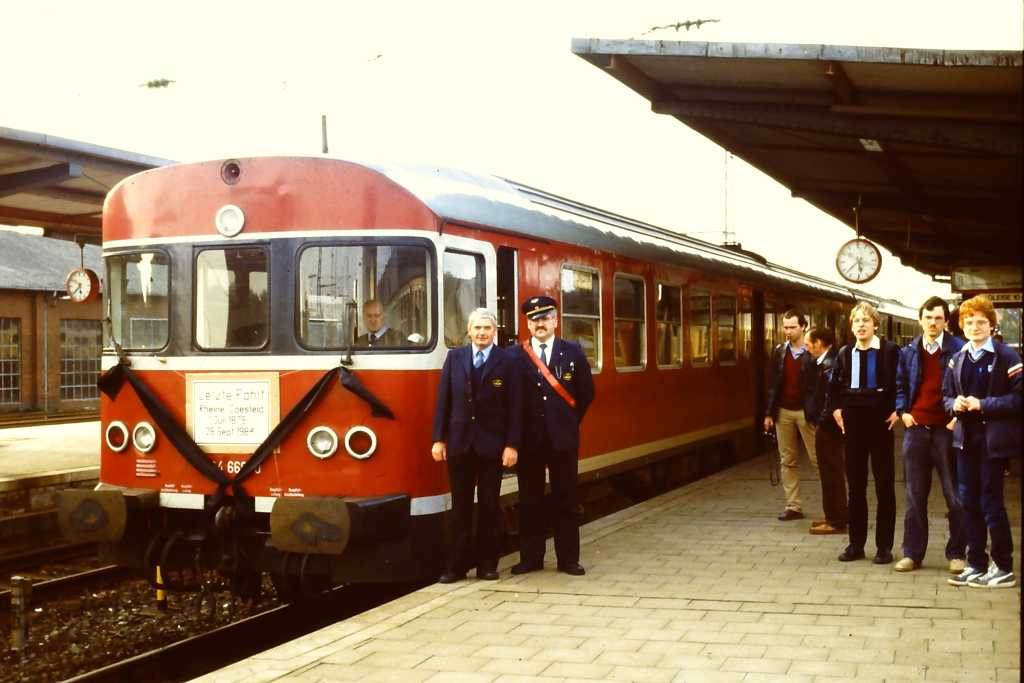
Abschiedsfahrt auf der Bahnstrecke Rheine–Coesfeld 1984 im Bahnhof Rheine

Auf dem Teilstück zwischen Coesfeld und Rheine wurde der Personenverkehr am 29. September 1984 eingestellt, der Güterverkehr zum 1. Januar 1993. Zwischen Rheine und St. Arnold war die Strecke darüber hinaus noch als Bahnhofsgleis befahrbar. Das direkte, im Personenverkehr genutzte Gleis zwischen Rheine und Hauenhorst wurde am 31. Mai 1986 stillgelegt, während die etwas weiter geschwungene Einfahrt in den Güterbahnhof noch erhalten blieb. In den Jahren 1994 bis 1998 folgte in mehreren Abschnitten die komplette Stilllegung zwischen Lutum und Rheine.
Zwischen Coesfeld und Lutum wird das Rheiner Gleis von der Baumbergebahn genutzt, deren Streckengleis wiederum stillgelegt und abgebaut wurde.
Die Strecke wurde vor der Stilllegung noch planmäßig mit Eilzügen von Düsseldorf bzw. Duisburg nach Rheine aus Dieseltriebwagen der Baureihe 624 bedient, im Nahverkehr (u. a. zwischen Oberhausen und Coesfeld) wurden Akkutriebwagen der Baureihe 515 eingesetzt.
Gegen den Abbau der Strecke zugunsten eines Radweges, welchen der Kreis Steinfurt auf der Trasse errichten wollte, regte sich im Jahr 2000 vor allem von Seiten von Fahrgast- sowie Naturschutzverbänden Empörung. Diese wollten die Bahntrasse als Ausweichstrecke für die Hauptstrecke über Münster ins Ruhrgebiet erhalten sowie Rheine, das Emsland und das Tecklenburger Land schneller und direkter an Steinfurt, Coesfeld und das Ruhrgebiet anbinden.
Am 30. September 2005 war schließlich der Rückbau des Abschnittes zwischen Burgsteinfurt und St. Arnold vollendet. Am 16. Dezember 2008 wurde am Bahnhof St. Arnold der erste Spatenstich zum Bau der RadBahn Münsterland durchgeführt. Dieser neue, seit Herbst 2012 von Lutum bis Rheine durchgängig befahrbare Bahntrassenradweg wurde am 5. Mai 2013 offiziell eröffnet. Zwischen Lutum und Coesfeld ist die RadBahn an das bestehende Fahrradwegenetz angebunden, weil auf dieser Trasse weiterhin die Züge der Baumbergebahn verkehren.

### Rheine – Quakenbrück

#### Bis zur Übernahme durch die RVM
Nachdem der Personenverkehr auf diesem Teilstück bereits am 31. Mai 1969 eingestellt wurde, ist der Güterverkehr zunächst beibehalten worden.
Vor der Gesamtstilllegung sollte der 23 Kilometer lange Abschnitt zwischen Rheine und Freren zur Eisenbahnversuchsanlage Rheine–Freren ausgebaut werden, um die Grenzen des Rad-Schiene-Systems bei Geschwindigkeiten von bis zu 350 km/h zu testen. 1979 liefen die Bauarbeiten an, die später abgebrochen wurden. Der Güterverkehr zwischen Spelle und Quakenbrück wurde am 1. Januar 1996 eingestellt und am 20. Dezember 1997 stillgelegt.
Zwischen Fürstenau und Nortrup sowie zwischen Nortrup und Quakenbrück wurde die Trasse 2004 für Draisinenfahrten genutzt. Bereits im Jahr 2000 wurde in Bippen auf der Strecke ein Draisinenrennen ausgetragen. Die Draisinenfahrten sind inzwischen eingestellt. Aktuell (2023) werden die Schienen entfernt, was im großen Teil der Strecke bereits erfolgt ist. Es gibt Überlegungen, diesen Abschnitt in einen Radweg umzubauen.
Nördlich von Spelle hatte im Juni 2012 der Abbau der Strecke zwischen dem bisherigen Streckenende und der Umgehungsstraße begonnen. Die Gleise wurden bis kurz vor den ehemaligen Bahnhof Beesten entfernt. Auf dem Bahndamm zwischen dem Streckenende in Spelle und dem ehemaligen Bahnübergang an der Umgehungsstraße wurde ebenfalls ein Rad-/Fußweg angelegt.
In Fürstenau wurde der ehemalige Güterbahnhof zum Teil mit Wohnhäusern bebaut, der Bahnübergang über die Bundesstraße 214 wurde im Rahmen der Straßenerneuerung 2015 entfernt.
Die noch bestehenden Bahnhofsgebäude in Beesten, Freren und Fürstenau werden anderweitig genutzt.

#### Diskussion um eine Reaktivierung
In der Diskussion stand zwischenzeitlich die Wiederinbetriebnahme als Güterentlastungstrasse der Bahnstrecke Oldenburg–Osnabrück. Angestoßen wurden die Überlegungen durch den geplanten Bau der Y-Trasse, welche die Verbindungen zwischen Bremen, Hamburg und Hannover verbessern soll. Hier wurde die Teilstrecke bei Verwirklichung eines alternativen Konzeptes vorgesehen.
Auch der erwartete Anstieg der Beförderungsleistung aus Richtung Wilhelmshaven aufgrund des JadeWeserPortes würde hierüber abgewickelt. Durch eine Wiederinbetriebnahme könnte auf den zweigleisigen Ausbau zwischen Oldenburg und Osnabrück verzichtet werden.
Im August 2013 wurde die Verbindung in einem Projekt der Landesregierung von Niedersachsen für eine mögliche Reaktivierung geprüft. Vor allem hat Bremen daran Interesse, weil die Hansestadt so von einem Teil der Gütertransporte entlastet würde.
Im Frühjahr 2023 begann ein neues Reaktivierungsprogramm der Landesnahverkehrsgesellschaft Niedersachsen für den Schienenpersonennahverkehr (SPNV), in dem die Bahnstrecke Rheine-Spelle, neben 13 anderen Bahnstrecken in Niedersachsen, in eine zweite von vier Prüfstufen übernommen wurde.

#### Betrieb im Restabschnitt durch die RVM
Im Jahr 2001 wurde der Güterverkehr auf dem Abschnitt Rheine-Spelle durch den Regionalverkehr Münsterland (RVM) übernommen.
Es werden im Wesentlichen Sand, Kies und Fertigbetonteile für das Betonwerk Rekers in Spelle (etwa 8000 Wagenladungen pro Jahr) befördert, während das Anschlussgleis der Maschinenfabrik Bernard Krone mittlerweile stillgelegt ist.

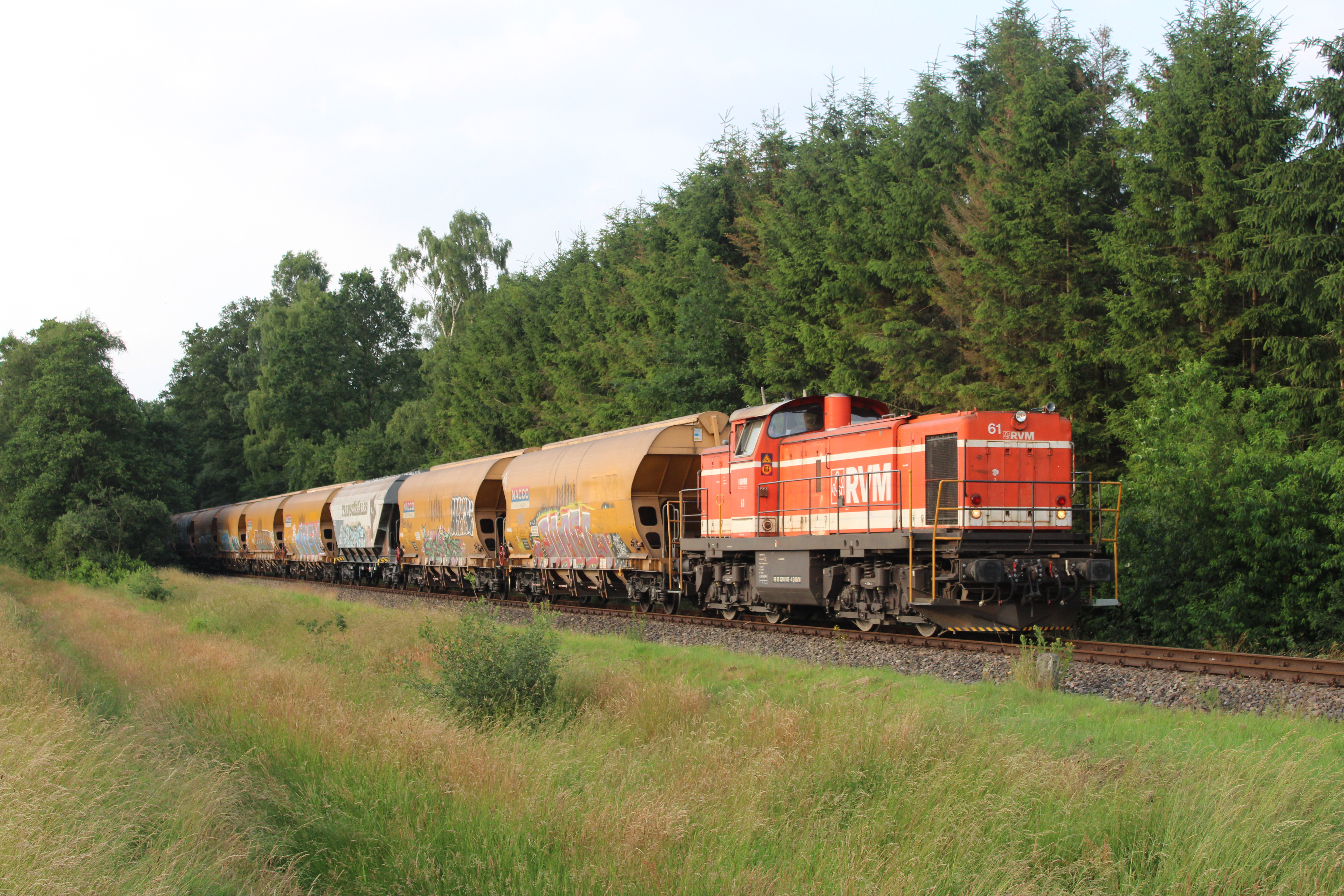
Ein Getreidezug der RVM auf dem Weg von Spelle nach Rheine ist hier am Bahnübergang Greßbrook in Rheine-Altenrheine zu beobachten.

Im Dezember 2015 wurde in Spelle eine Abzweigstrecke zum Hafen Spelle-Venhaus am Dortmund-Ems-Kanal in Betrieb genommen. Die Gemeinde Spelle hat 5,5 Millionen Euro in die 4,5 Kilometer lange Strecke investiert, um die Ladestelle am Kanal sowie diverse Betriebe wie ein Mischfutterwerk der Bröring Unternehmensgruppe an das Schienennetz anzuschließen. Seit März 2015 werden in Spelle zudem Diesellokomotiven durch die Firma Storm gewartet.

## Planungen

### Begegnungsabschnitt
Für den ÖPNV-Bedarfsplan des Landes NRW wurde 2024 eine Weichenverbindung in Coesfeld-Rottkamp zur Strecke Dortmund–Gronau angemeldet, um einen zweigleisigen Abschnitt auf zwei Kilometern Länge herzustellen. Die Umsetzung ist bis 2032 eingeplant.

### Elektrifizierung Bahnhof Coesfeld
Für den Abschnitt Dülmen – Coesfeld war eine Elektrifizierung vorgesehen, um Batterie-Oberleitungs-Triebzügen im Bahnhof Coesfeld eine Zwischenladung zu ermöglichen. Die Spannungsversorgung sollte dabei in Dülmen von der Bahnstrecke Essen–Münster erfolgen, die die Strecke im dortigen Bahnhof kreuzt. Das Projekt befand sich im Dezember 2020 in der Vorplanung. Das Vorhaben wurde in der Planungsphase abgebrochen, da durch die notwendige Aufrüstung des Streckenabschnittes Marl-Sinsen – Dülmen mit Schaltposten in Dülmen sehr hohe Sprungkosten entstanden wären. Nun wird eine Elektrifizierung des Abschnittes Coesfeld – Gronau mit Versorgung über ein Umrichterwerk in Gronau, welches auch die zu elektrifizierende Strecke Münster – Gronau versorgen soll, weiterverfolgt. Trotz der längeren Strecke soll die Maßnahme günstiger sein als die Elektrifizierung zwischen Dülmen und Coesfeld. Die Maßnahme wurde 2024 für den ÖPNV-Bedarfsplan angemeldet und soll bis 2031 umgesetzt sein.

### Zusätzliche Halte
Der Zweckverband Nahverkehr Westfalen-Lippe (NWL) führte 2023 eine Potentialuntersuchung zur Neueinrichtung von Stationen in seinem Verbandsgebiet durch. Dabei wurden entlang der Strecke die Station Coesfeld Rottkamp untersucht. Die Station Coesfeld Rottkamp an der gleichnamigen Straße im Gewerbegebiet im Süden der Stadt weist ein mittleres bis geringes Potential auf. Bei Investitionskosten von 11,2 Millionen Euro wird ein Potential von 175 Fahrgastwechseln pro Tag gesehen. Die Station ist in den Zielfahrplan integrierbar.

## Bildergalerie

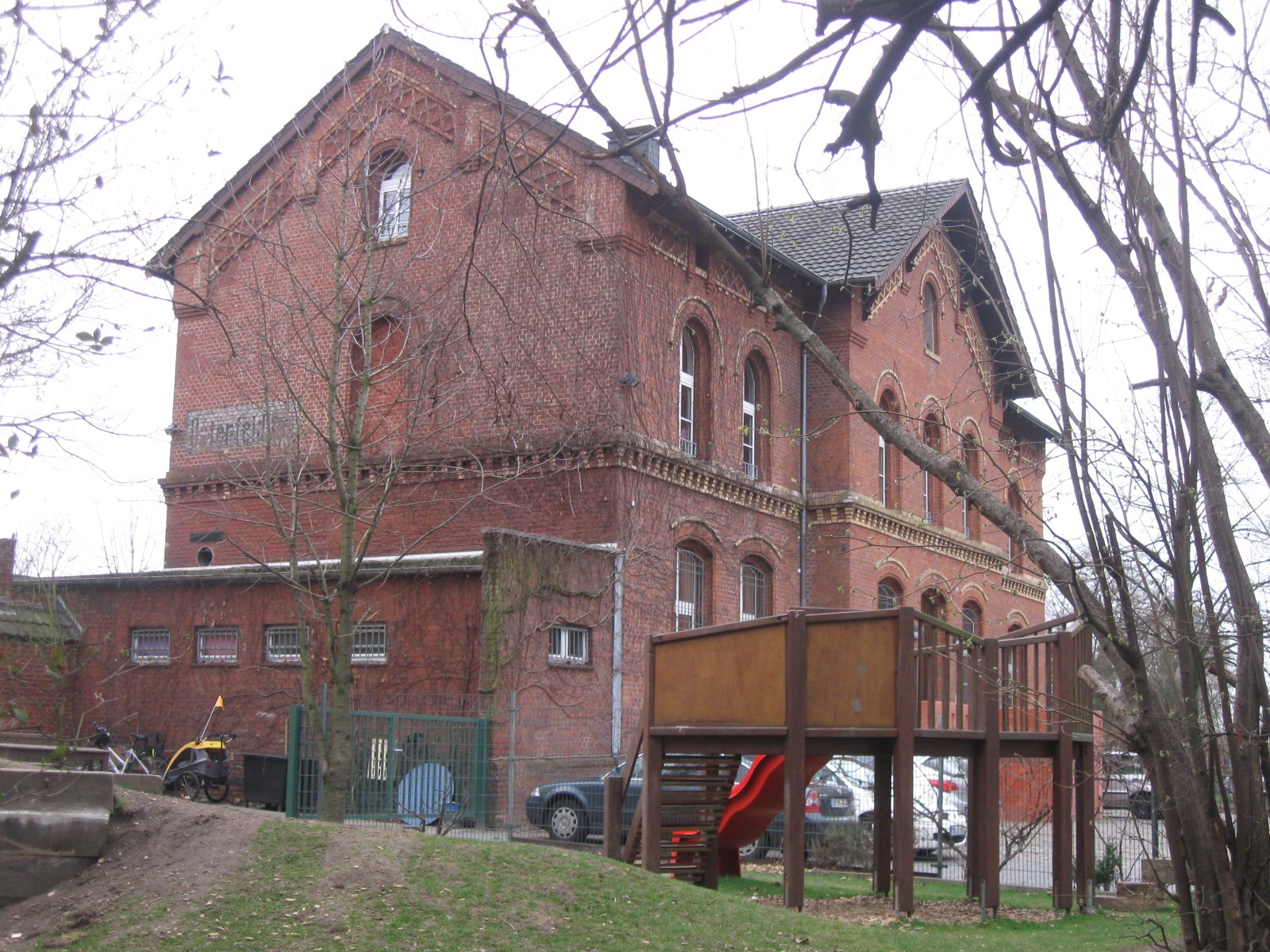
Im ehemaligen Bahnhofsgebäude Osterfeld Nord befindet sich heute eine Waldorf-Kindertagesstätte
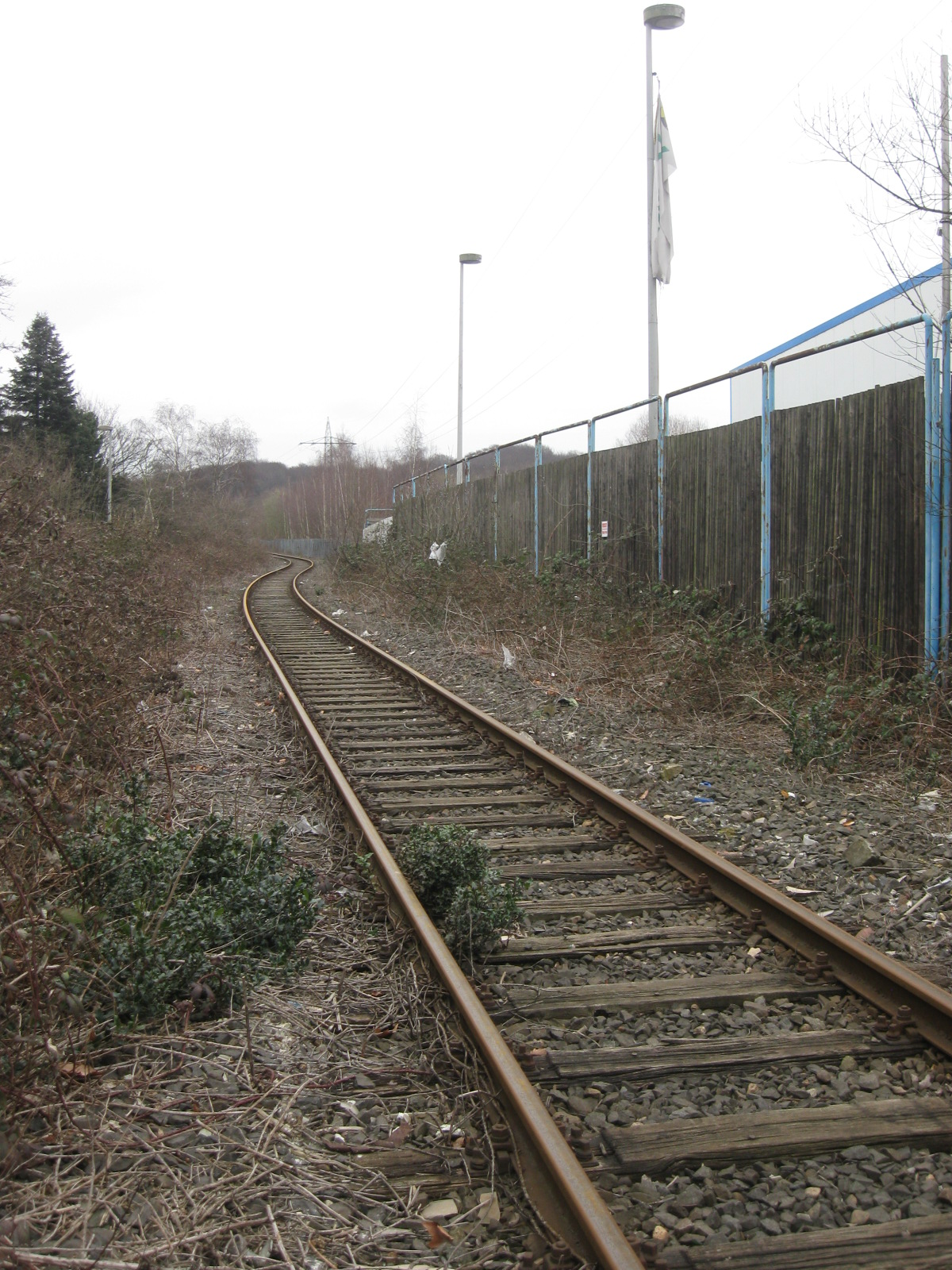
Die Gleise zwischen Oberhausen und Bottrop sind nur langsam (40 km/h max) zu befahren
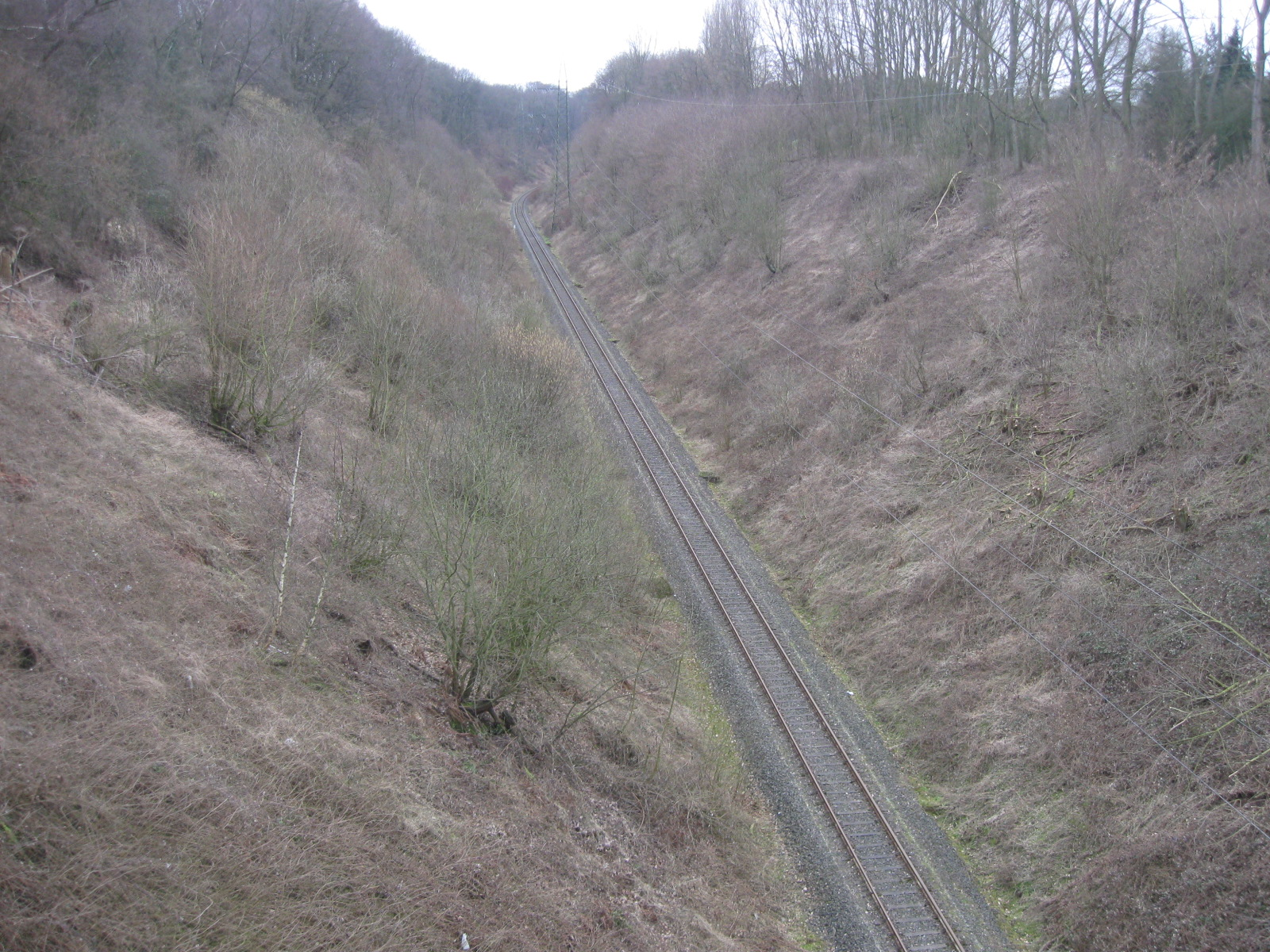
Im Bereich der Sterkrader Straße in Bottrop verläuft die Trasse in einem tiefen Einschnitt
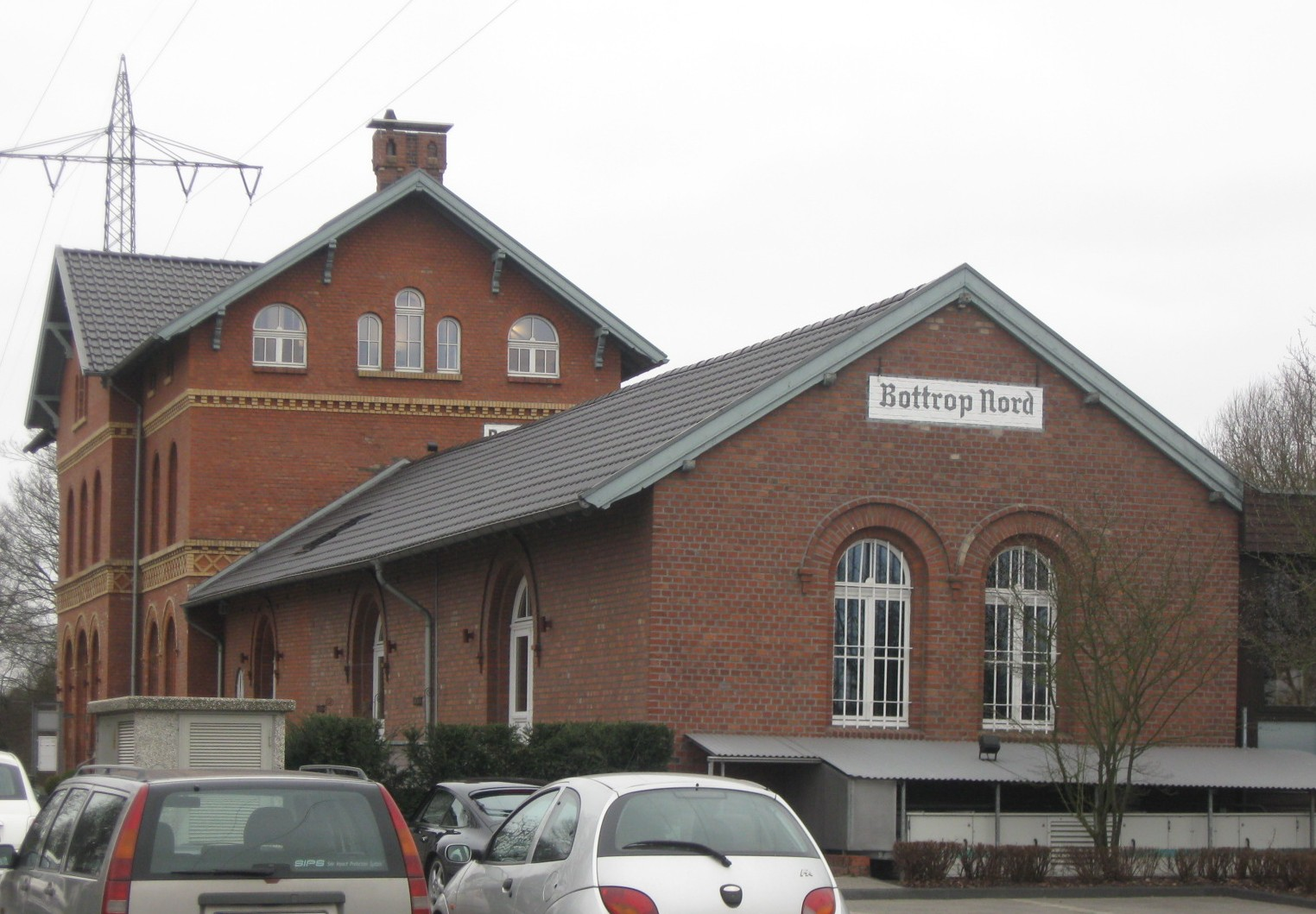
Das ehemalige Bahnhofsgebäude Bottrop Nord beherbergt heute eine Gastronomie sowie eine Anwaltskanzlei
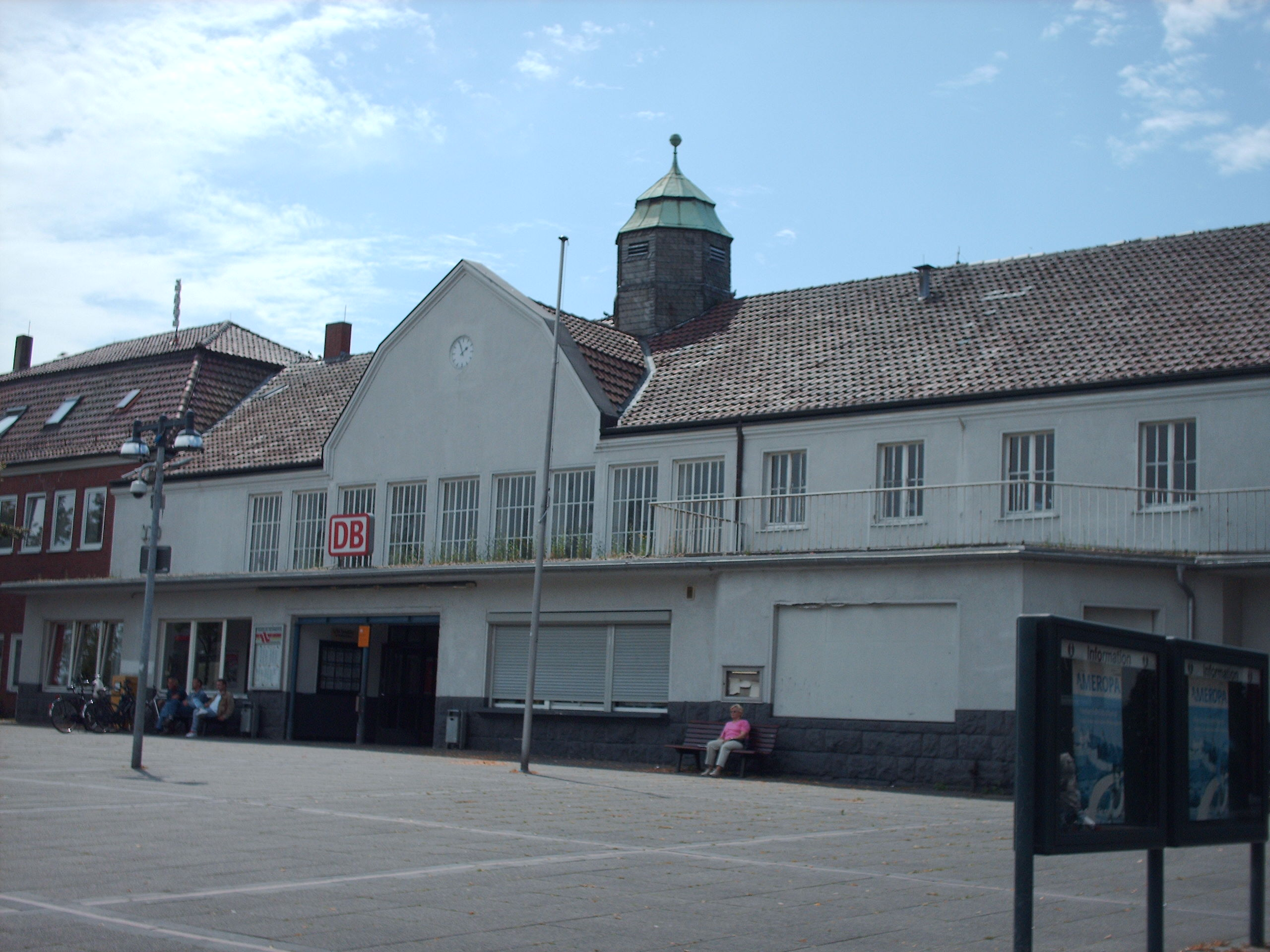
Das frühere Coesfelder Bahnhofsgebäude
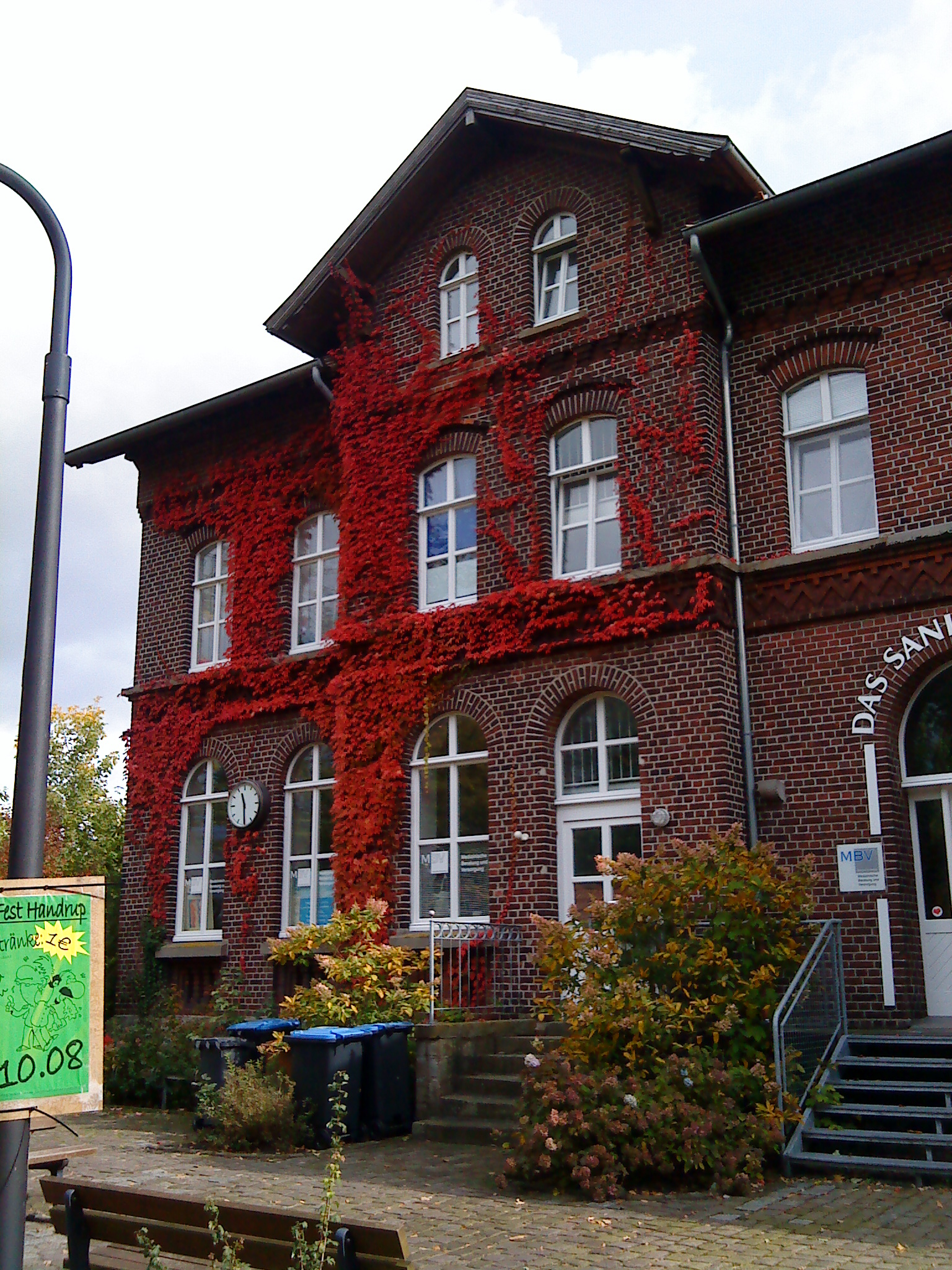
Bahnhof in Spelle (2008)
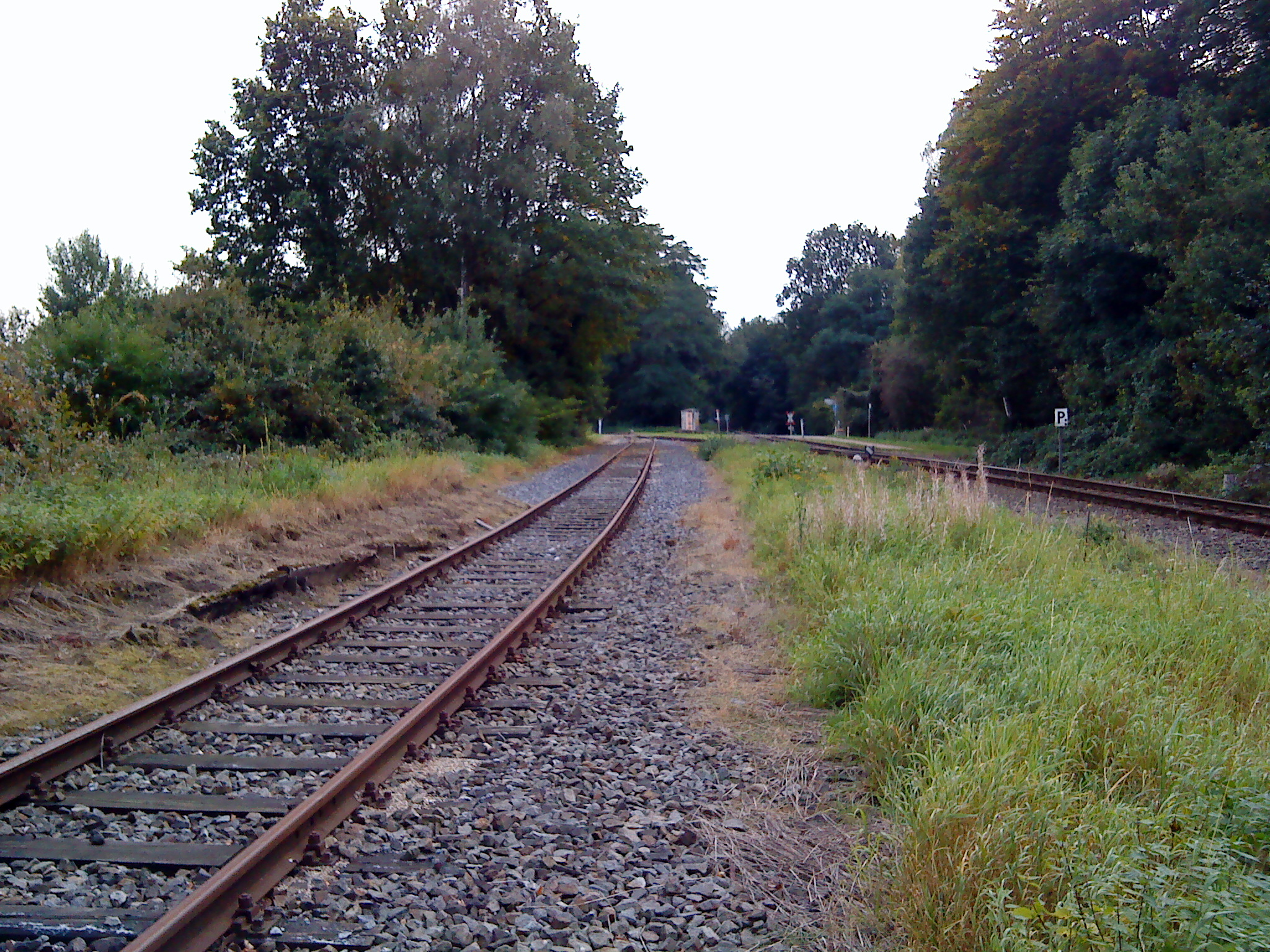
Streckenverbindung zur Tecklenburger Nordbahn in Altenrheine
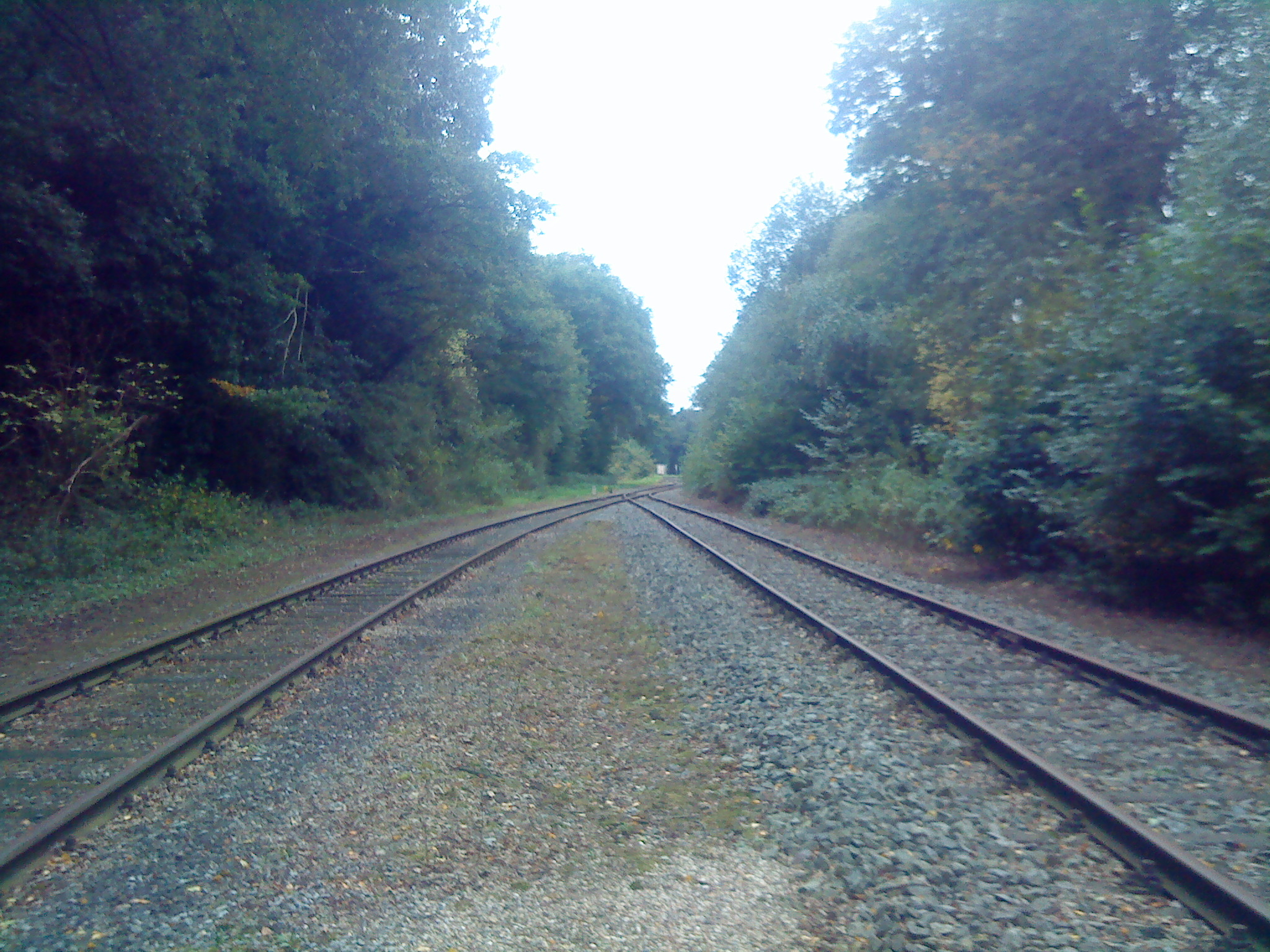
Blick auf die zwei Nebengleise in Altenrheine, 2009
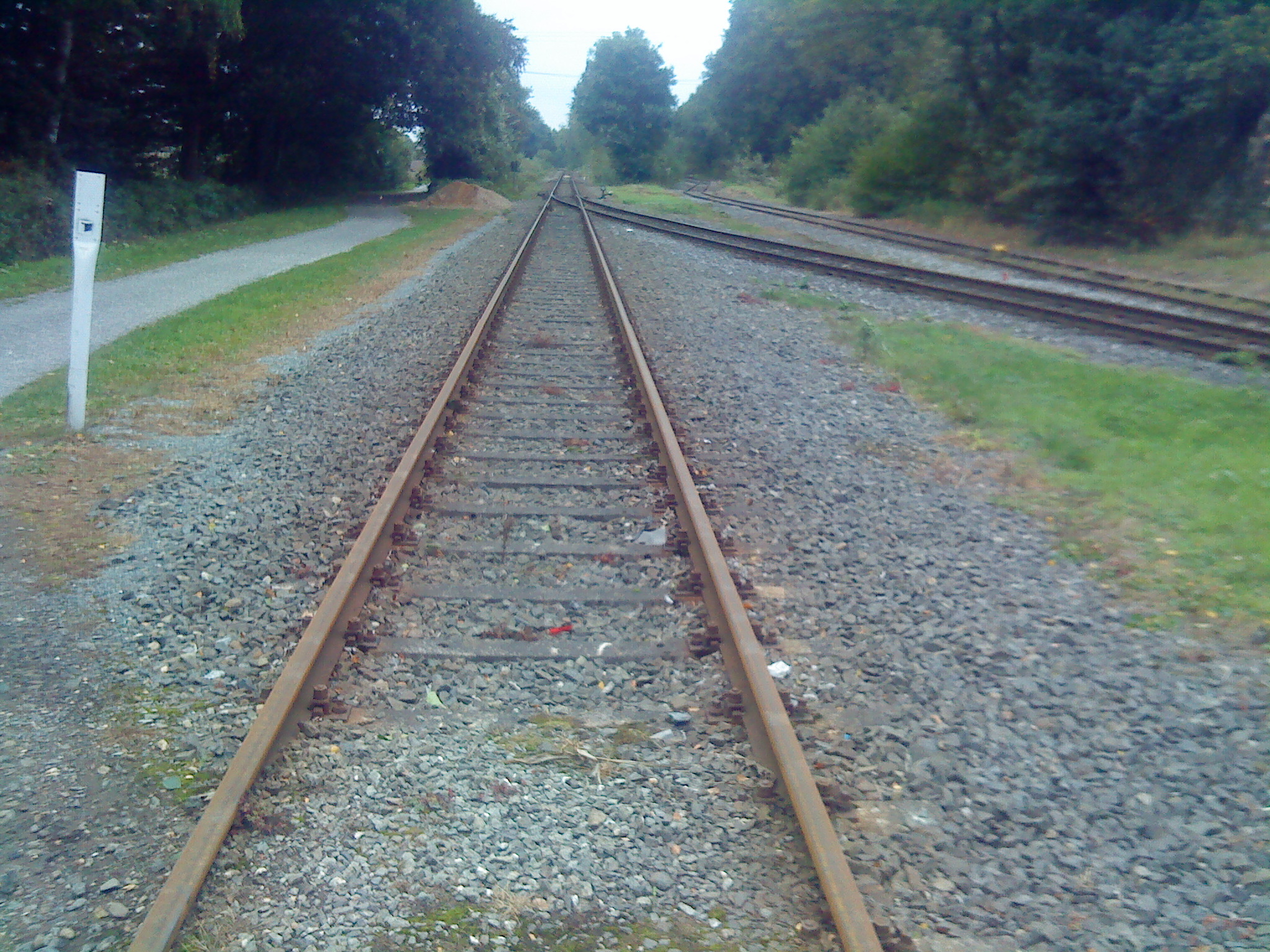
Blick auf die Strecke Richtung Spelle, 2009
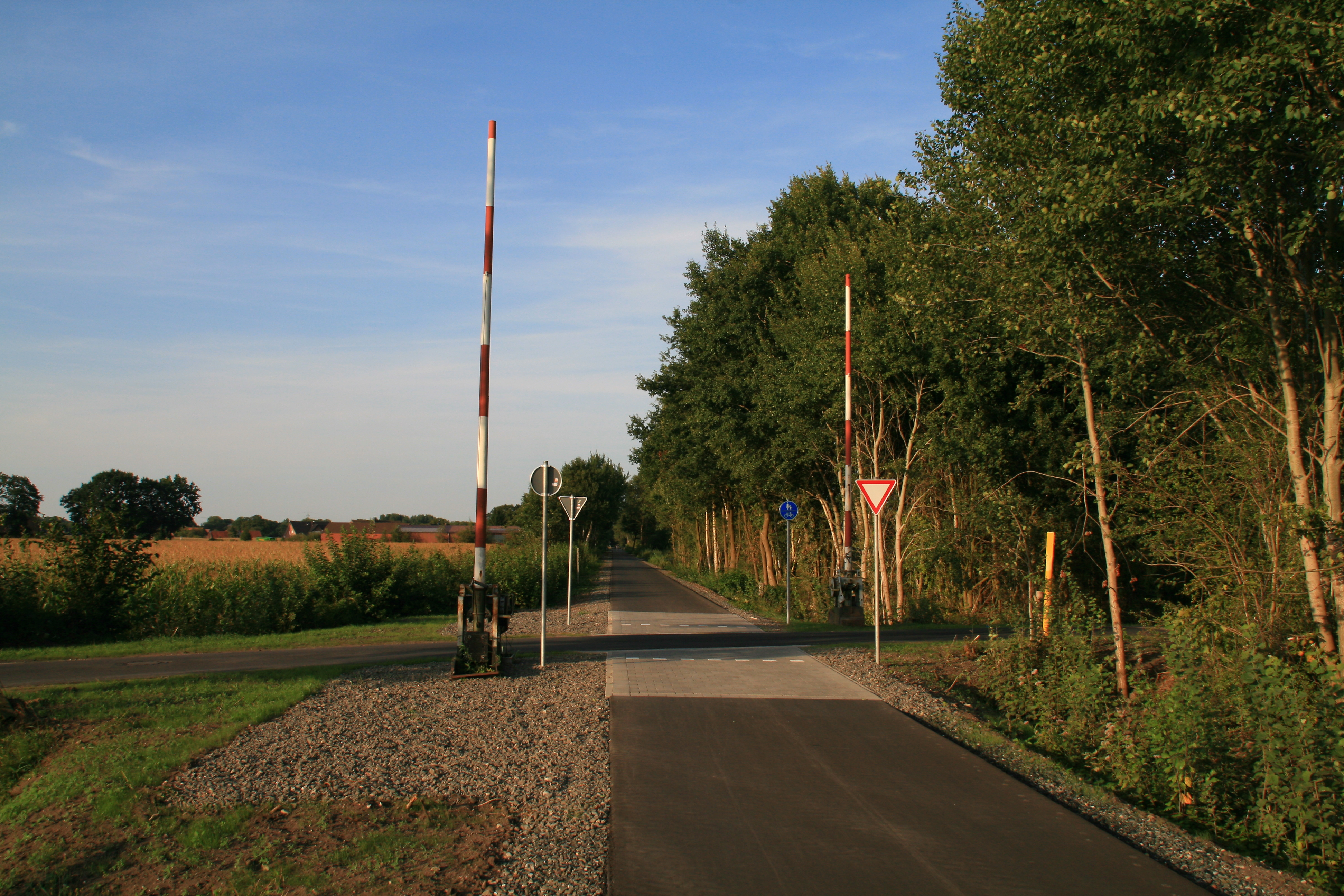
RadBahn Münsterland bei Hauenhorst